# Pintura española del Museo del Prado

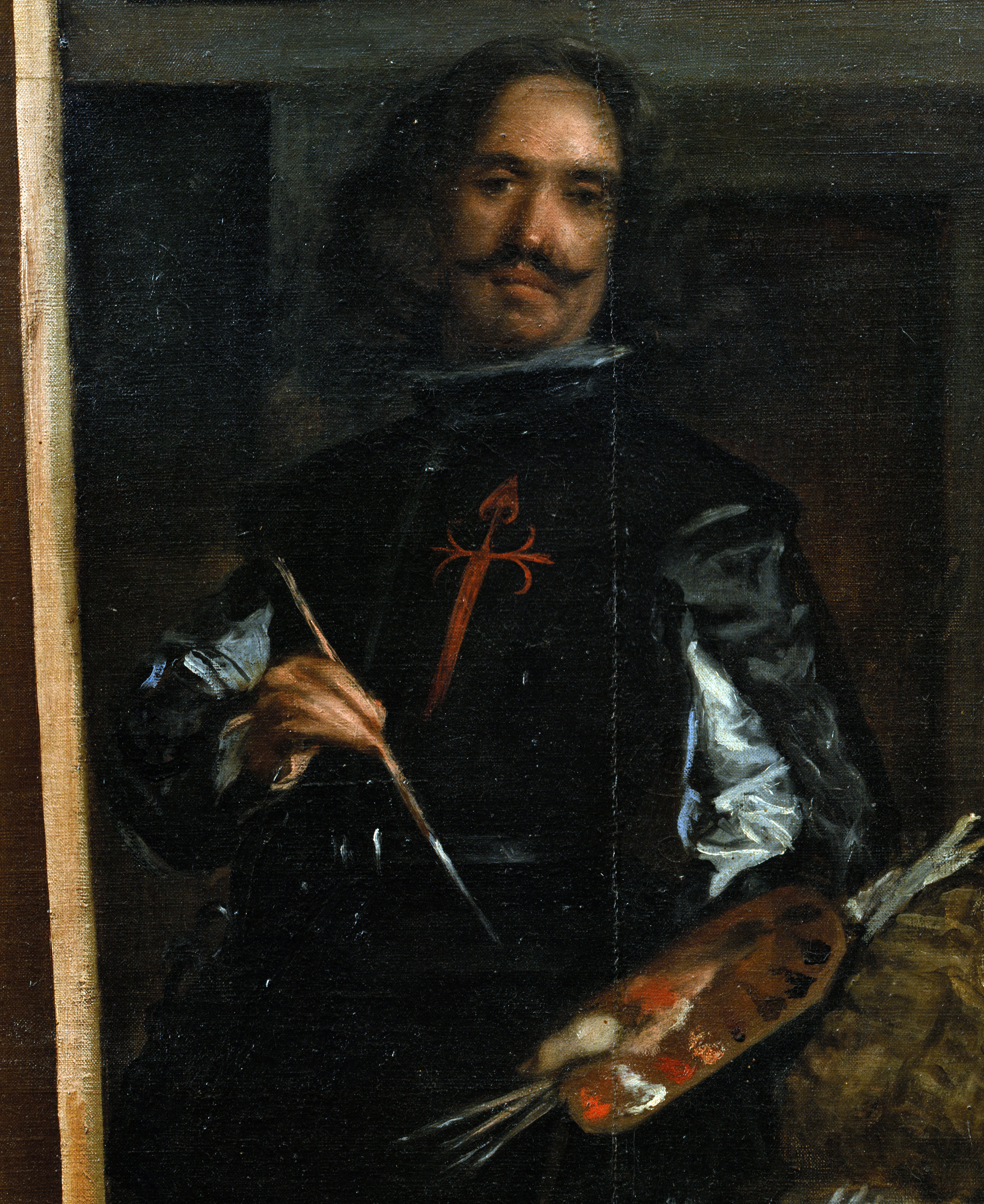
Autorretrato de Diego Velázquez, detalle de Las Meninas, (1656).

Con casi 4900 obras, la sección de pintura española del Museo del Prado no solo es la más completa y nutrida de la institución, de cuyos fondos constituye el núcleo central, sino que además representa la colección más importante numérica y cualitativamente que de esta escuela existe en el mundo.

## Historia

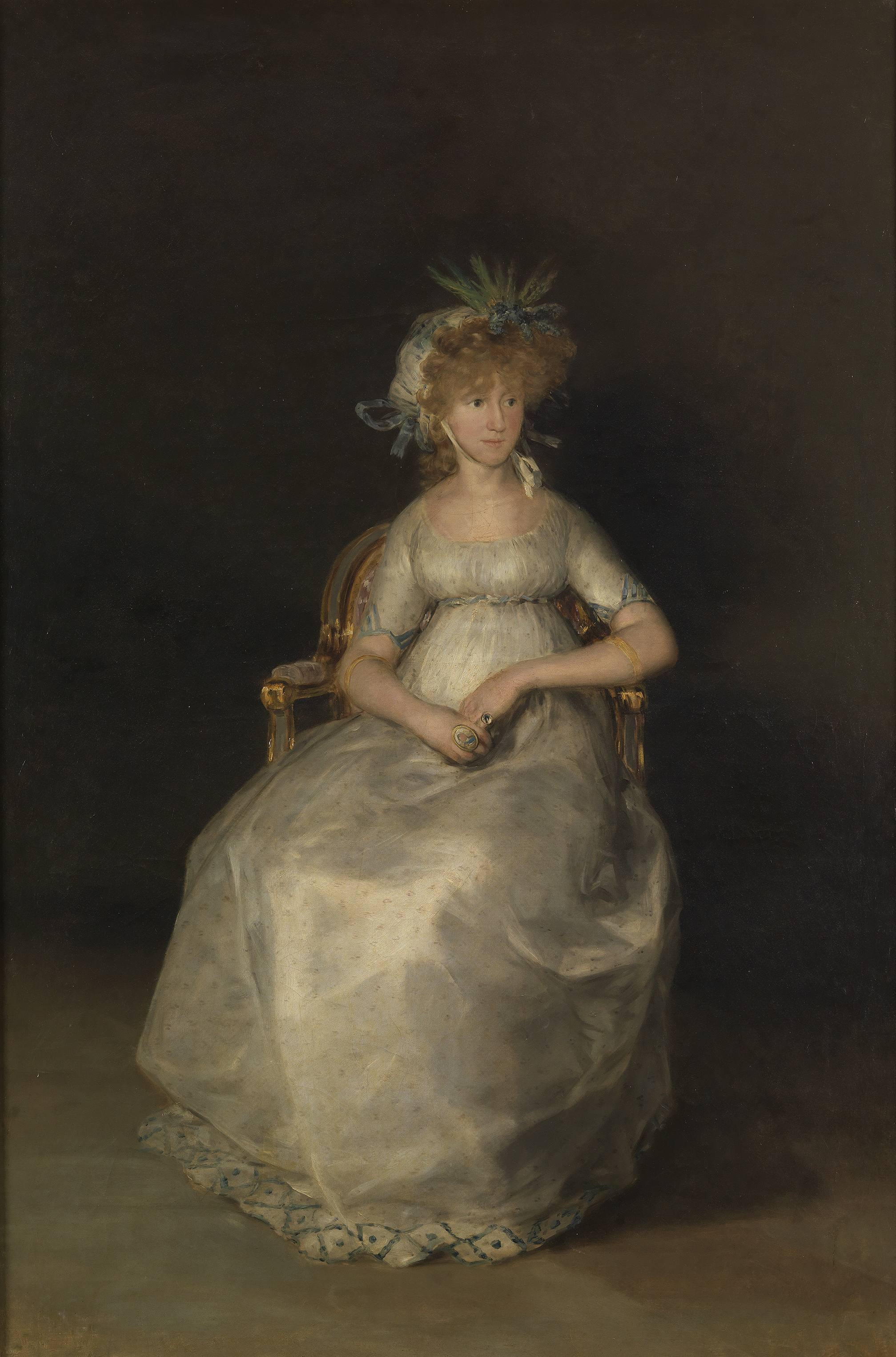
La condesa de Chinchón, de Goya, una de las incorporaciones más importantes a la colección de pintura española del Prado en las últimas décadas.

La colección abarca cronológicamente desde el Románico, con murales del siglo XII, hasta los primeros años del siglo XX, siendo sus dos grandes puntales Diego Velázquez y Francisco de Goya. Del primero posee 48 cuadros, de los pocos más de 120 catalogados, mientras que del aragonés tiene un total de ciento treinta y tres pinturas, algunas de autoría discutida, a las que suman otras tres recibidas en depósito, siendo el artista más extensamente representado en la colección.
Entre las últimas adquisiciones que han enriquecido la colección española destacan las compras de La condesa de Chinchón, de Goya (2000), y Ferdinando Brandani, de Velázquez (2003). Por otro lado, las dos mayores debilidades de la colección, la pintura medieval y los bodegones, han sido paliadas en parte en los últimos tiempos, especialmente la segunda, gracias principalmente en el caso de la primera a la donación Várez Fisa (2013) (a la que se une el depósito por el duque del Infantado del retablo de los Gozos de Santa María), y la otra a la compra parcial de la colección Naseiro (2006), a la que se suman algunas adquisiciones puntuales que han permitido incorporar a importantes bodegonistas hasta entonces ausentes, como la del Bodegón de caza, hortalizas y frutas, de Sánchez Cotán (1991), y la del Bodegón con granada y uvas, de Juan de Zurbarán (2015), así como reforzar subgéneros pobremente representados, como el de los bodegones con figuras del siglo XVII (Vendedores de frutas, de Jerónimo Jacinto Espinosa (2008), La gallinera, de Alejandro de Loarte (2011), o Pícaro de cocina, de Francisco López Caro (2015, donación Arango)). No obstante, aún hay asignaturas pendientes, ya que el museo sigue sin contar con ninguna pintura de este género de dos importantes representantes del mismo en España, Antonio de Pereda y Andrés Deleito, ni tampoco con ninguna vanitas. De Pereda hubo la posibilidad de comprar en 1997, cuando todavía se disponía de fondos del legado Villaescusa, el que posiblemente sea su mejor bodegón (actualmente en la colección Arango), pero la operación fue desestimada debido al alto precio solicitado.

### Pintura medieval y del Primer Renacimiento

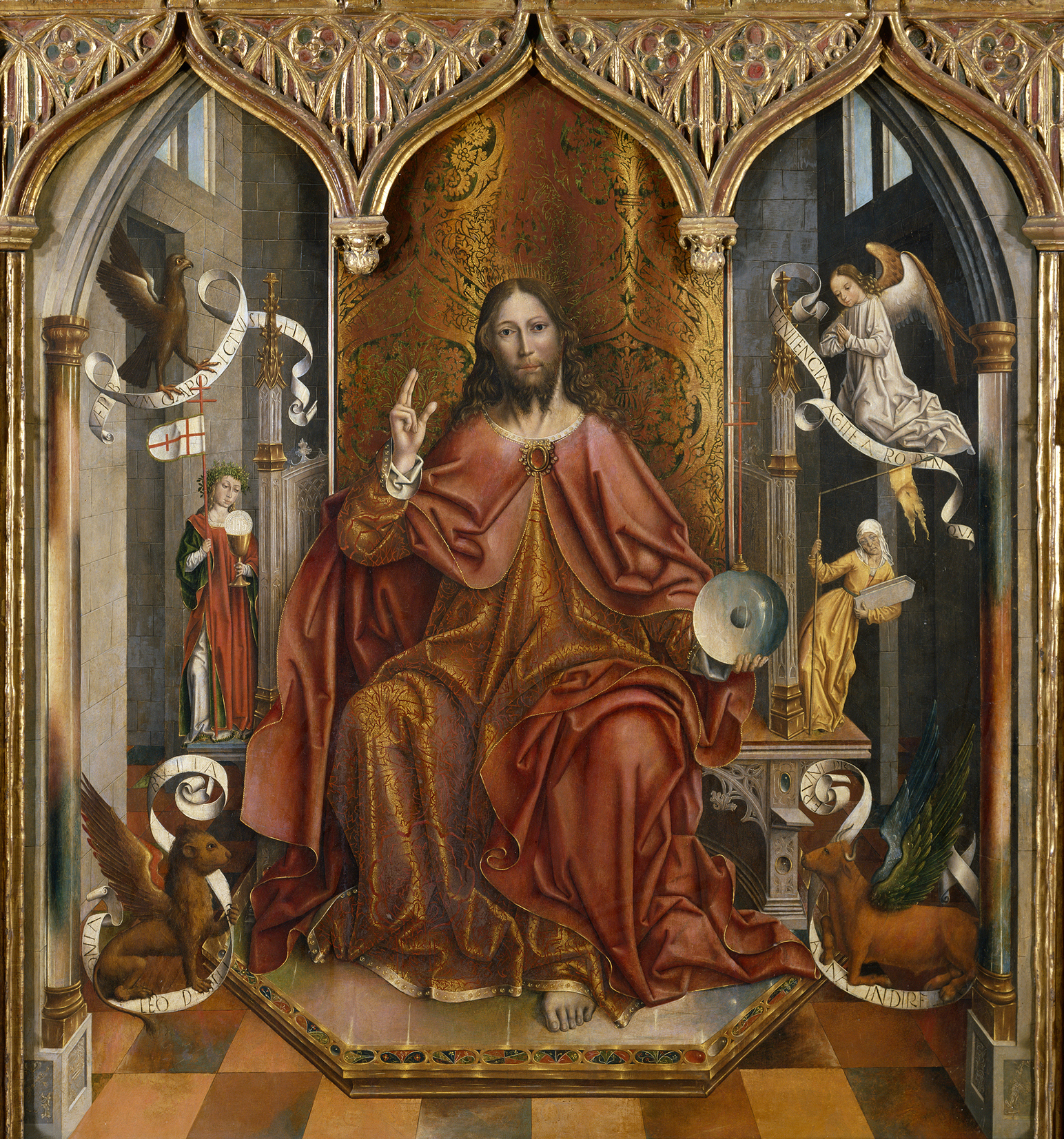
Cristo bendiciendo, 1494-1496, de Fernando Gallego. Legado Pablo Bosch.

Los fondos del museo arrancan en el románico, con las pinturas murales de la ermita de la Vera Cruz de Maderuelo (Segovia), del siglo XII. A ellas se suman seis fragmentos de las pinturas murales de la ermita de san Baudelio de Berlanga (Casillas de Berlanga, Soria), que el Metropolitan dejó en depósito indefinido en 1957, a cambio del ábside de la iglesia de san Martín de Fuentidueña (Segovia). El montaje actual, inaugurado en 2010 y de cuya parte arquitectónica se ocupó Rafael Moneo, evoca los espacios en los que ambos conjuntos se encontraban en origen.
Incluyen igualmente pintura gótica, desde maestros anónimos a autores como Juan Rodríguez de Toledo, Nicolás Francés, Pedro Berruguete y los hispano flamencos Juan Sánchez, Diego de la Cruz, Juan de Flandes y Fernando Gallego y en el ámbito de la Corona de Aragón Jaume Serra, Lluís Borrassà, Jaume Huguet, Pere Lembrí, Miguel Ximénez, Bartolomé Bermejo, Martín Bernat, Rodrigo y Francisco de Osona, Joan Reixach y Louis Alincbrot.

### SigloXVI

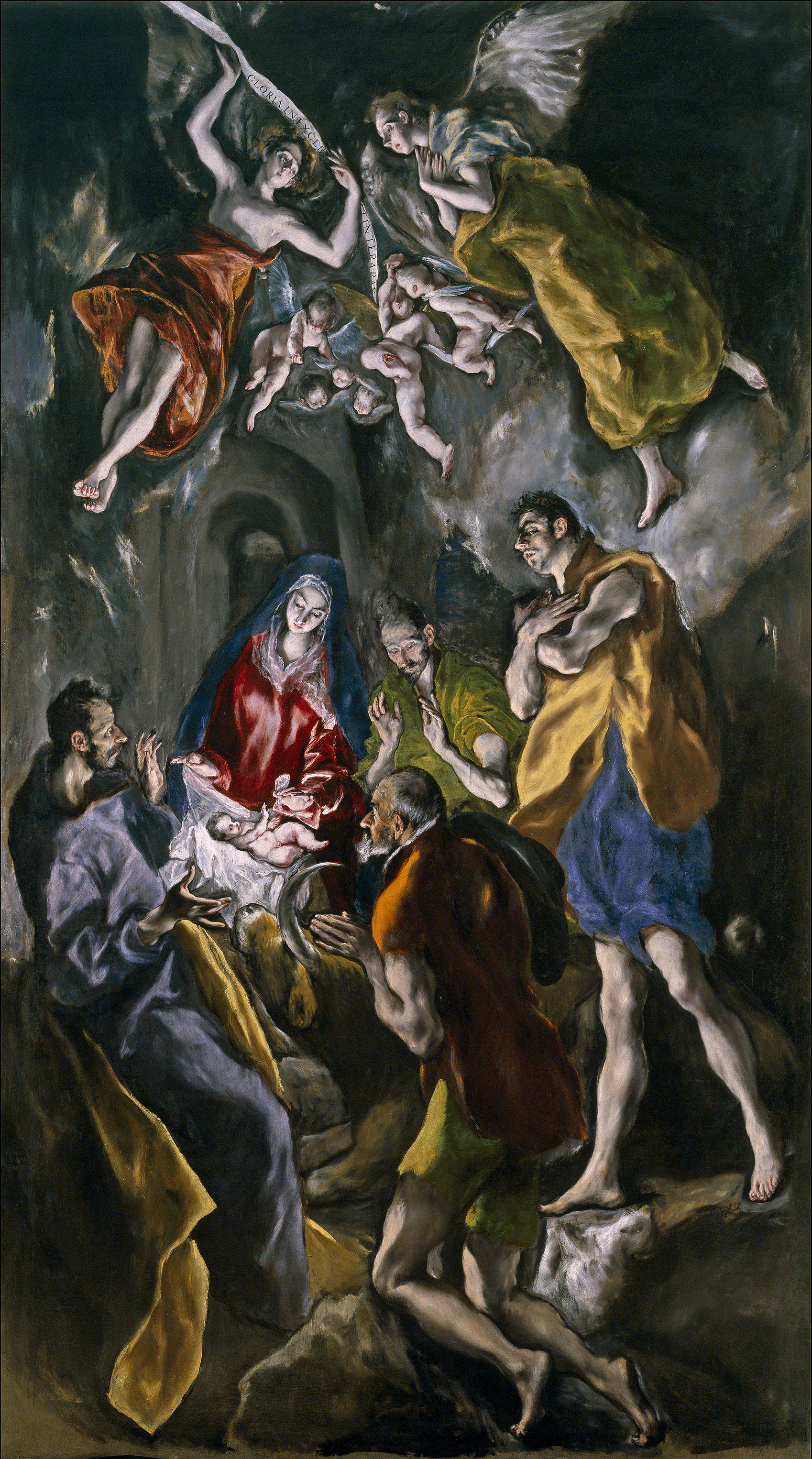
La Adoración de los pastores, tela que el Greco ejecutó para el enterramiento de su propia familia en la iglesia del monasterio de Santo Domingo el Antiguo de Toledo, considerada su última obra maestra.

El Pleno Renacimiento español está representado por Pedro Machuca, Juan de Juanes, Fernando Yáñez de la Almedina, Juan Correa de Vivar, Navarrete el Mudo y Jerónimo Vallejo Cósida.
Por su parte, del manierismo hay piezas de Blas de Prado, Gabriel de Cárdenas Maldonado y, especialmente, Luis de Morales y el Greco. De ambos posee la colección más extensa de cuantas existen. Del cretense tiene concretamente treinta y cuatro obras, entre las que figuran dos ejemplos de su etapa italiana, La huida a Egipto y La Anunciación (versión de 1570-1572); y varias de las obras capitales de su producción española: La Trinidad, El caballero de la mano en el pecho y la Adoración de los pastores (versión de 1612-1614).

### SigloXVII
El período de mayor brillantez de la pintura española, el Barroco, cuenta con excelentes ejemplos de prácticamente todos los autores y géneros del momento, como Zurbarán, Ribera, Murillo, Juan de Valdés Leal, Juan Bautista Maíno, Alonso Cano, Carreño, Ribalta, José Antolínez, Antonio de Pereda, Francisco Rizi, Herrera el Mozo, y, por encima de todos ellos, el gran maestro de la pintura hispana, Velázquez, el «rey» del museo en palabras del crítico francés del XIX Athanase-Louis Torterat, conde Clément de Ris, del que se expone una colección sin parangón en el mundo, integrada por la mayoría de sus obras maestras.

### SigloXVIII

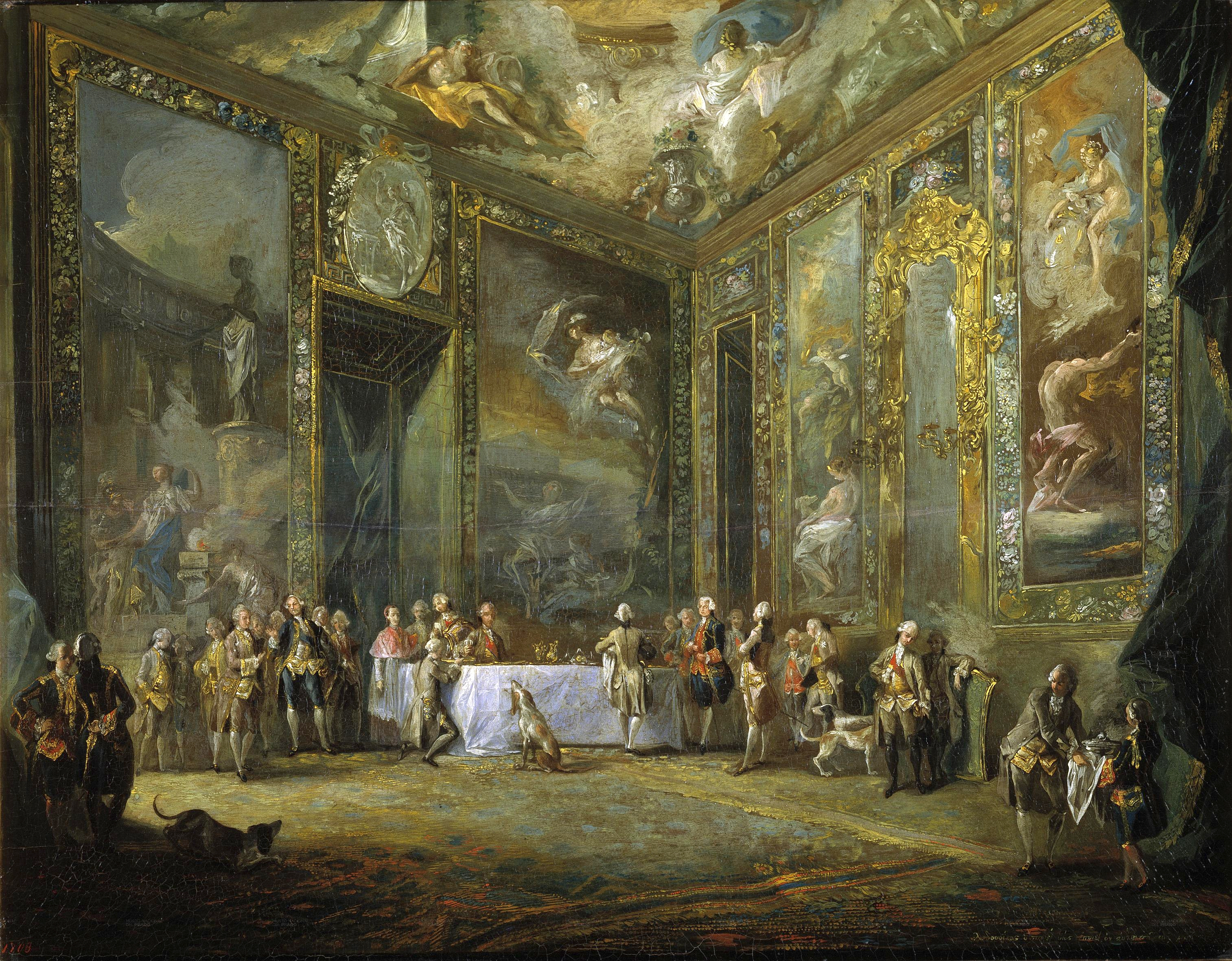
Carlos III comiendo ante su corte. Luis Paret, c. 1775. Adquirida con fondos del legado del conde de Cartagena.

Del siglo de la Ilustración destaca la muy amplia colección de Goya, el pintor más extensamente representando en el museo.
Relevantes son también los bodegones de Luis Meléndez y la variada colección de Luis Paret, considerado el mejor pintor español de estilo rococó.
De Agustín Esteve se cuenta desde 2017 con el mejor retrato de los conocidos de su mano, el Retrato de Manuela Isidra Téllez-Girón, futura duquesa de Abrantes, adquirido con fondos aportados por Óscar Alzaga.

### SigloXIX

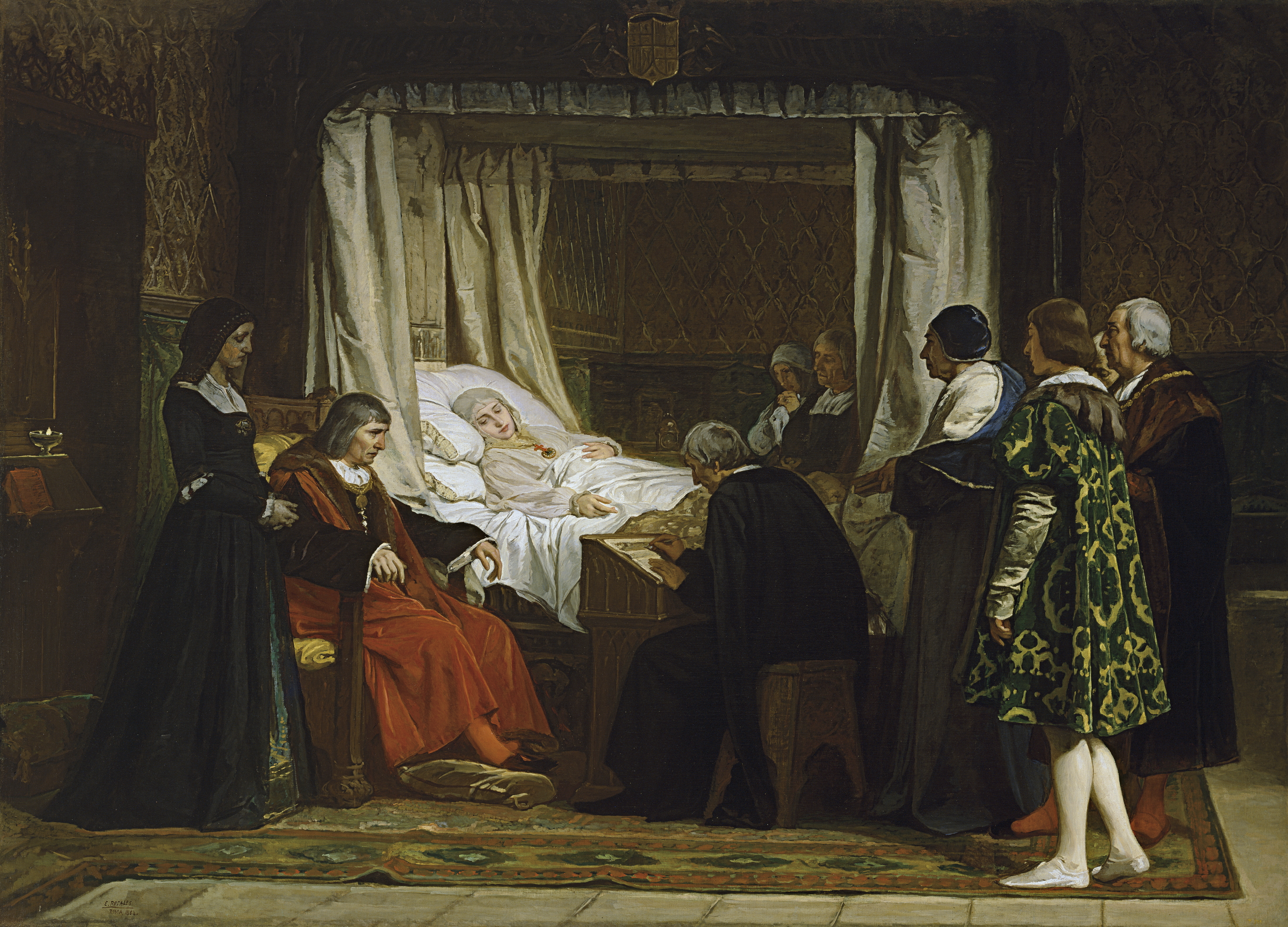
Doña Isabel la Católica dictando su testamento, de Eduardo Rosales, uno de los grandes hitos de la colección decimonónica del museo.

La colección de pintura del siglo XIX está delimitada por las figuras de Goya y Picasso. Con algunas excepciones, se considera que forman parte de ella las obras de los autores fallecidos a partir de 1828, año de la muerte del fuendetodino, mientras que las de aquellos nacidos a partir de 1881, año del alumbramiento del malagueño, fueron adscritas al MNCARS por el Real Decreto 410/1995, de 17 de marzo. El Catálogo general de pintura del siglo XIX en el Museo del Prado, de 2015, recogía un total de dos mil seiscientos noventa registros, incluidos los exiguos fondos de escuelas extranjeras.
El proceso de puesta en valor de esta colección culminó con la apertura en octubre de 2009 de doce salas en el Edificio Villanueva, que acogían ciento setenta y seis piezas de este periodo (incluidas algunas de artistas de otros países). Una de las salas es rotatoria, la 60, designada como «Sala de presentación de colecciones del siglo XIX», salvo durante un breve período tras la reordenación que se hizo en 2021, en que fue una sala más de la colección permanente. Aunque es común que se repita que se muestran por primera vez desde 1896 integradas con el resto de la colección, lo cierto es que desde 1904, en que ingresó el legado Errazu en el Museo del Prado, el Prado siempre exhibió pinturas españolas del siglo XIX en el contexto de su colección. Junto a Goya se expuso tradicionalmente obra de Vicente López y existió una sala destinada a pinturas de la familia Madrazo (José, Federico y Raimundo), los Esquivel (Antonio María y Carlos) y Ferrant, entre otros. Solo durante doce años, los que mediaron entre el cierre del Casón y la apertura de las salas en el Edificio Villanueva (1997-2009), la pintura del siglo XIX quedó invisible en las salas del Prado (con la excepción de la exposición inaugural de la ampliación, en 2007).

## Pintores representados (lista no exhaustiva)
| Nombre                                             | Año de nacimiento       | Año de defunción        | Número de obras | Años de adquisición                                                             | Imagen | Observaciones | Referencias                                                     |
| -------------------------------------------------- | ----------------------- | ----------------------- | --------------- | ------------------------------------------------------------------------------- | --- | --- | --------------------------------------------------------------- |
| Alfaro, Juan de                                    | 1643                    | 1680                    | 1               |                                                                                 | | | [ 20 ]                                                          |
| Álvarez Catalá, Luis                               | 1836                    | 1901                    | 2               | 1867 y 1875                                                                     | | | [ 21 ]                                                          |
| Anglada Camarasa, Hermenegildo                     | 1871                    | 1959                    | 1               | 2019                                                                            | | | [ 22 ]                                                          |
| Antolínez, José                                    | 1635                    | 1675                    | 6               |                                                                                 | | | [ 23 ]                                                          |
| Arellano, Juan de                                  | 1614                    | 1676                    | 12              | 1969 (2), 1991 y 2006                                                           | | | [ 24 ]                                                          |
| Bañuelos, Antonia de                               | 1855                    | 1921                    | 1               | 2023                                                                            | | | [ 25 ]                                                          |
| Benedito, Manuel                                   | 1875                    | 1963                    | 8               | 1906, 1941, 1947, 1974 (2), 1981, 1992 y 2024                                   | | | [ 26 ] [ 27 ]                                                   |
| Bermejo, Bartolomé                                 | 1440 (c.)               | 1500 (c.)               | 2               | 1980 (1)                                                                        | | Una en colaboración con Martín Bernat | [ 28 ]                                                          |
| Berruguete, Alonso                                 | 1490 (c.)               | 1561                    | 1               | 2017                                                                            | | Atribuida | [ 29 ]                                                          |
| Berruguete, Pedro                                  | 1445 — 1450 (c.)        | 1503                    | 18              | 1966 (1) y 2013 (2)                                                             | | | [ 30 ] [ 31 ]                                                   |
| Bilbao, Gonzalo                                    | 1860                    | 1938                    | 1               | 1901                                                                            | | | [ 32 ] [ 33 ]                                                   |
| Blanchard, María (María Gutiérrez-Cueto Blanchard) | 1881                    | 1932                    | 1               | 2021                                                                            | | | [ 34 ]                                                          |
| Cabezalero, Juan Martín                            | 1634 (c.)               | 1673                    | 3               |                                                                                 | | Una atribuida antiguamente a Mateo Cerezo | [ 35 ]                                                          |
| Camprobín, Pedro de                                | 1605                    | 1674                    | 6               | 2006 (4), 2022 y 2023                                                           | | Una atribuida | [ 36 ]                                                          |
| Cárdenas Maldonado, Gabriel de                     | 1564 (antes de)         | 1604 (fl.)              | 1               | 1982                                                                            | | | [ 37 ]                                                          |
| Carducho, Bartolomé (Bartolomeo Carducci)          | 1560 (c.)               | 1608                    | 2               |                                                                                 | | | [ 38 ]                                                          |
| Casado del Alisal, José                            | 1832                    | 1886                    | 9               |                                                                                 | | | [ 39 ]                                                          |
| Casas, Ramón                                       | 1866                    | 1932                    | 1               | 2024                                                                            | "Pablo Bosch Barrau". Óleo sobre lienzo, 1905. Donación Comisión Siglo&nbsp;XIX de la Fundación Amigos Museo del Prado | El Prado poseía otras dos pinturas del autor, pero fueron adscritas al Museo Nacional Centro de Arte Reina Sofía por Real Decreto 410/1995, de 17 de marzo   | [ 40 ] [ 41 ]                                                   |
| Castillo, Antonio del                              | 1616                    | 1668                    | 11              | 2015 (1) y 2017 (1)                                                             | | | [ 42 ] [ 43 ] [ 44 ]                                            |
| Checa, Felipe                                      | 1844                    | 1906 o 1907             | 2               | 1935                                                                            | | | [ 45 ]                                                          |
| Coello, Claudio                                    | 1642                    | 1693                    | 10              |                                                                                 | | | [ 46 ]                                                          |
| Cruz, Diego de la                                  | 1482 (f.)               | 1500 (f.)               | 4               | 1993 (1) y 2013 (1)                                                             | | | [ 47 ] [ 48 ]                                                   |
| Diriksen, Felipe                                   | 1590                    | 1679                    | 1               | 2016                                                                            | | | [ 49 ]                                                          |
| Domínguez, Manuel                                  | 1840                    | 1906                    | 9               |                                                                                 | | Una en colaboración con Alejandro Ferrant | [ 50 ]                                                          |
| Ezquerra, Jerónimo Antonio                         | 1660 (c.)               | 1733                    | 1               |                                                                                 | | | [ 51 ]                                                          |
| Falcó, Onofre                                      | 1512 (c.)               | 1560                    | 1               |                                                                                 | | | [ 52 ]                                                          |
| Fernández, Alejo                                   | 1470 (c.)               | 1545                    | 1               |                                                                                 | | | [ 53 ]                                                          |
| Fernández de Navarrete el Mudo, Juan               | 1538 (c.)               | 1579                    | 2               |                                                                                 | | | [ 54 ]                                                          |
| Flandes, Juan de                                   | 1465 (c.)               | 1519                    | 7               | 1952 (4), 1998, 2005 y 2014                                                     | | Otra más en depósito de la familia Várez Fisa | [ 55 ] [ 56 ]                                                   |
| Fortuny y Marsal, Mariano                          | 1838                    | 1874                    | 15              | 1878, 1894, 1904 (6), 1949, 1951, 1954, 1974, 2014, 2017 y 2025                 | "Viejo desnudo al sol". Óleo sobre lienzo, 76 × 60 cm, 1871 (c.). Legado Ramón de Errazu                               | Una en colaboración con Raimundo de Madrazo Otra, atribuida, puede ser en realidad obra de José Villegas                                                     | [ 57 ] [ 58 ]                                                   |
| Gallardo, Francisco                                | 1764 (fl.)              | 1764 (fl.)              | 4               | 2022                                                                            | | Únicas obras seguras del autor | [ 59 ]                                                          |
| Gallego, Fernando                                  | 1440 (c.)               | 1507                    | 2               |                                                                                 | | | [ 60 ]                                                          |
| Gallegos, José                                     | 1859                    | 1917                    | 1               | 1882                                                                            | | | [ 61 ]                                                          |
| García Hispaleto, Manuel (Manuel García y García)  | 1836                    | 1898                    | 11              |                                                                                 | | | [ 62 ]                                                          |
| Gisbert, Antonio                                   | 1834                    | 1902                    | 6               | 1999 (1)                                                                        | | | [ 63 ]                                                          |
| Greco, El (Doménikos Theotokópoulos)               | 1541                    | 1614                    | 34              | 1954 (1), 1955 (1), 1993 (1), 1998 (1) y 2000 (1)                               | | Otra más en depósito de la Comunidad de Madrid | [ 64 ] [ 65 ]                                                   |
| Herrera Barnuevo, Sebastián de                     | 1619                    | 1671                    | 3               | 2014 (1)                                                                        | | | [ 66 ] [ 67 ]                                                   |
| Herrera el Mozo, Francisco de                      | 1627                    | 1685                    | 10              | 2015 (1) y 2016 (1)                                                             | | Una de atribución dudosa | [ 68 ] [ 69 ] [ 70 ]                                            |
| Herrera el Viejo, Francisco de                     | 1590 (c.)               | 1654 (c.)               | 6               | 2017 (1)                                                                        | | Dos de atribución dudosa Una catalogada hasta 2017 como anónimo toledano del siglo XVII                                                                      | [ 71 ] [ 44 ] [ 72 ] [ 73 ]                                     |
| Huguet, Jaume                                      | 1412 (c.)               | 1492                    | 1               | 1968                                                                            | | Atribución dudosa | [ 75 ]                                                          |
| Jacomart (Jaume Baçó)                              | 1411                    | 1461                    | 1               | 2014                                                                            | | Atribución incierta | [ 76 ]                                                          |
| Juanes, Juan de (Vicente Juan Masip)               | 1503/05 (c.)            | 1579                    | 19              | 2014 (1), 2018 (1) y 2021 (1)                                                   | | Una en colaboración con su padre, Vicente Masip, y otra en colaboración con su hijo, Vicente Juan Masip Comes Dos de ellas atribuidas                        | [ 77 ] [ 78 ]                                                   |
| Juliana, José                                      | 1841                    | ? (documentado en 1907) | 1               | 1893                                                                            | | | [ 79 ]                                                          |
| Leonardo, Jusepe                                   | 1601                    | 1652                    | 6               |                                                                                 | | | [ 80 ]                                                          |
| Lhardy, Agustín                                    | 1847                    | 1918                    | 6               |                                                                                 | | | [ 81 ]                                                          |
| Machuca, Pedro                                     | 1490 (c.)               | 1550                    | 3               | 1935, 1961 y 2024                                                               | | | [ 82 ] [ 83 ]                                                   |
| Madrazo, Luis de                                   | 1825                    | 1897                    | 21              | 1952 (1)                                                                        | | | [ 84 ]                                                          |
| Maestro de Ávila                                   | 1450 (fl.)              | 1500 (fl.)              | 1               | 1958                                                                            | | Hasta 1986 catalogada como obra de Fernando Gallego | [ 85 ]                                                          |
| Maestro de san Jorge y la princesa                 | 1450 (c.) (fl.)         | 1475 (c.) (fl.)         | 1               | 1915                                                                            | | Atribuida (antiguamente adscrita a Martín de Soria y luego a Jaume Huguet) Fragmento                                                                         | [ 74 ]                                                          |
| Martínez, Gregorio                                 | 1547                    | 1598                    | 1               | 2011                                                                            | | | [ 86 ]                                                          |
| Martínez, Sebastián                                | 1615 (c.)               | 1667                    | 1               | 2009                                                                            | | | [ 87 ]                                                          |
| Meléndez, Francisco Antonio                        | 1682                    | 1758                    | 1               | 2019                                                                            | | | [ 88 ]                                                          |
| Menassade, Emilia                                  | 1850                    | 1897 (fl.)              | 1               | 1893                                                                            | | | [ 89 ]                                                          |
| Mensaque, Antonio                                  | 1825                    | 1900                    | 2               | 1894                                                                            | | | [ 90 ]                                                          |
| Monleón, Rafael                                    | 1843                    | 1900                    | 4               |                                                                                 | | | [ 91 ]                                                          |
| Nalda, Juan de                                     | ? (documentado en 1493) | ?                       | 1               |                                                                                 | | | [ 92 ]                                                          |
| Navarro, Aurelia                                   | 1882                    | 1968                    | 1               | 2021                                                                            | | | [ 93 ]                                                          |
| Núñez del Valle, Pedro                             | 1590/1594 (c.)          | 1649                    | 2               | 1992 (1)                                                                        | | Una catalogada hasta 2015 como anónimo madrileño del primer tercio del siglo XVII                                                                            | [ 94 ] [ 95 ] [ 96 ]                                            |
| Palmerola, Ignacio                                 | 1825                    | 1865                    | 1               | 1856                                                                            | | | [ 97 ]                                                          |
| Paret, Luis                                        | 1746                    | 1799                    | 12              | 1933 (1), 1944 (1), 1956 (1), 1975 (1), 1993 (1), 1996 (1), 2012 (1) y 2017 (1) | | | [ 98 ] [ 99 ] [ 100 ]                                           |
| Parla, Juan de                                     | 1691 (fl.)              | 1691 (fl.)              | 1               |                                                                                 | "San Francisco de Paula". Óleo sobre lienzo, 264 × 277 cm, 1691                                                        | Única obra conocida del autor | [ 101 ]                                                         |
| Peris, Antoni                                      | 1365 (c.)               | 1436                    | 1               |                                                                                 | | | [ 102 ]                                                         |
| Polo, Diego                                        | 1610 (c.)               | 1655 (c.)               | 5               | 1965 (1), 1982 (2) y 2022 (1)                                                   | | Una catalogada hasta 1969 como anónimo madrileño del siglo XVII y otra como anónimo español del XVII hasta 1999                                              | [ 103 ]                                                         |
| Prado, Blas de                                     | 1545 (c.)               | 1599                    | 1               |                                                                                 | | | [ 104 ]                                                         |
| Puiggener, María Luisa                             | 1875                    | 1921                    | 1               | 2022                                                                            | | | [ 105 ]                                                         |
| Regoyos, Darío de                                  | 1857                    | 1913                    | 3               | 2017 y 2019 (2)                                                                 | | El Prado poseía otras cinco pinturas del autor, pero fueron adscritas al Museo Nacional Centro de Arte Reina Sofía por Real Decreto 410/1995, de 17 de marzo | [ 106 ]                                                         |
| Reixach, Joan                                      | 1431 (fl.)              | 1482 (íd.)              | 1               | 2013                                                                            | | | [ 107 ]                                                         |
| Ribalta, Francisco                                 | 1565                    | 1628                    | 7               |                                                                                 | | Una de ellas atribuida | [ 108 ] [ 109 ]                                                 |
| Ribalta, Juan                                      | 1596/97                 | 1628                    | 3               | 1961 (1)                                                                        | | | [ 110 ]                                                         |
| Rosales, Carlota                                   | 1872                    | 1958                    | 2               | 2021 y 2023                                                                     | | | [ 111 ]                                                         |
| Sánchez, Juan                                      | 1440 (fl.)              | 1470 (íd.)              | 1               | 2002                                                                            | | | [ 112 ]                                                         |
| Sánchez Cotán, Juan                                | 1560                    | 1627                    | 3               | 1991 (1) y 2017 (1)                                                             | | | [ 113 ] [ 44 ]                                                  |
| Serra, Jaume                                       | 1358 (fl.)              | 1390 (íd.)              | 3               | 1965 (2) y 2013                                                                 | | | [ 114 ] [ 31 ]                                                  |
| Simonet, Enrique                                   | 1866                    | 1927                    | 8               | 1902, 1919, 1930, 2015 (3) y 2023 (2)                                           | "Flevit super illam". Óleo sobre lienzo, 304,5 × 555 cm, 1892                                                          | | [ 115 ] [ 116 ] [ 117 ]                                         |
| Téllez, Matías                                     | 1758 (fl.)              | 1765 (fl.)              | 3               | 1870                                                                            | | | [ 118 ]                                                         |
| Tristán, Luis                                      | 1580-1585 (c.)          | 1624                    | 12              | 1942 (2), 1993 (1), 2015 (1), 2020 (2) y 2022 (1)                               | | Una catalogada hasta 2015 como anónimo toledano del primer tercio del siglo XVII Otras dos sin localizar                                                     | [ 120 ] [ 121 ] [ 122 ] [ 123 ] [ 124 ] [ 125 ] [ 126 ] [ 127 ] |
| Unceta, Marcelino                                  | 1835                    | 1905                    | 2               | 1859 y 1865                                                                     | | | [ 128 ]                                                         |
| Vidal, Pedro Antonio                               | 1570 (c.)               | Desconocido             | 1               |                                                                                 | | | [ 129 ]                                                         |
| Villandrando, Rodrigo de                           | 1588 (c.)               | 1622                    | 3               |                                                                                 | | Una de ellas catalogada hasta su restauración, efectuada entre 2011 y 2013, como anónimo español del siglo XVI                                               | [ 130 ] [ 131 ] [ 132 ]                                         |
| Weiss, Rosario                                     | 1814                    | 1843                    | 2               | 1942 y 2024                                                                     | | Una, copia de Rafael Tegeo, catalogada hasta 2008 como original del pintor caravaqueño                                                                       | [ 133 ] [ 134 ]                                                 |
| Ximénez, Miguel                                    | 1462 (fl.)              | 1505 (fl.)              | 4               | 1930, 1981 y 1982 (2)                                                           | | | [ 135 ]                                                         |
| Zuloaga, Daniel                                    | 1852                    | 1921                    | 1               | 1922                                                                            | | | [ 136 ] [ 137 ]                                                 |
| Zurbarán, Juan de                                  | 1620                    | 1649                    | 1               | 2015                                                                            | | | [ 6 ]                                                           |

## Galería

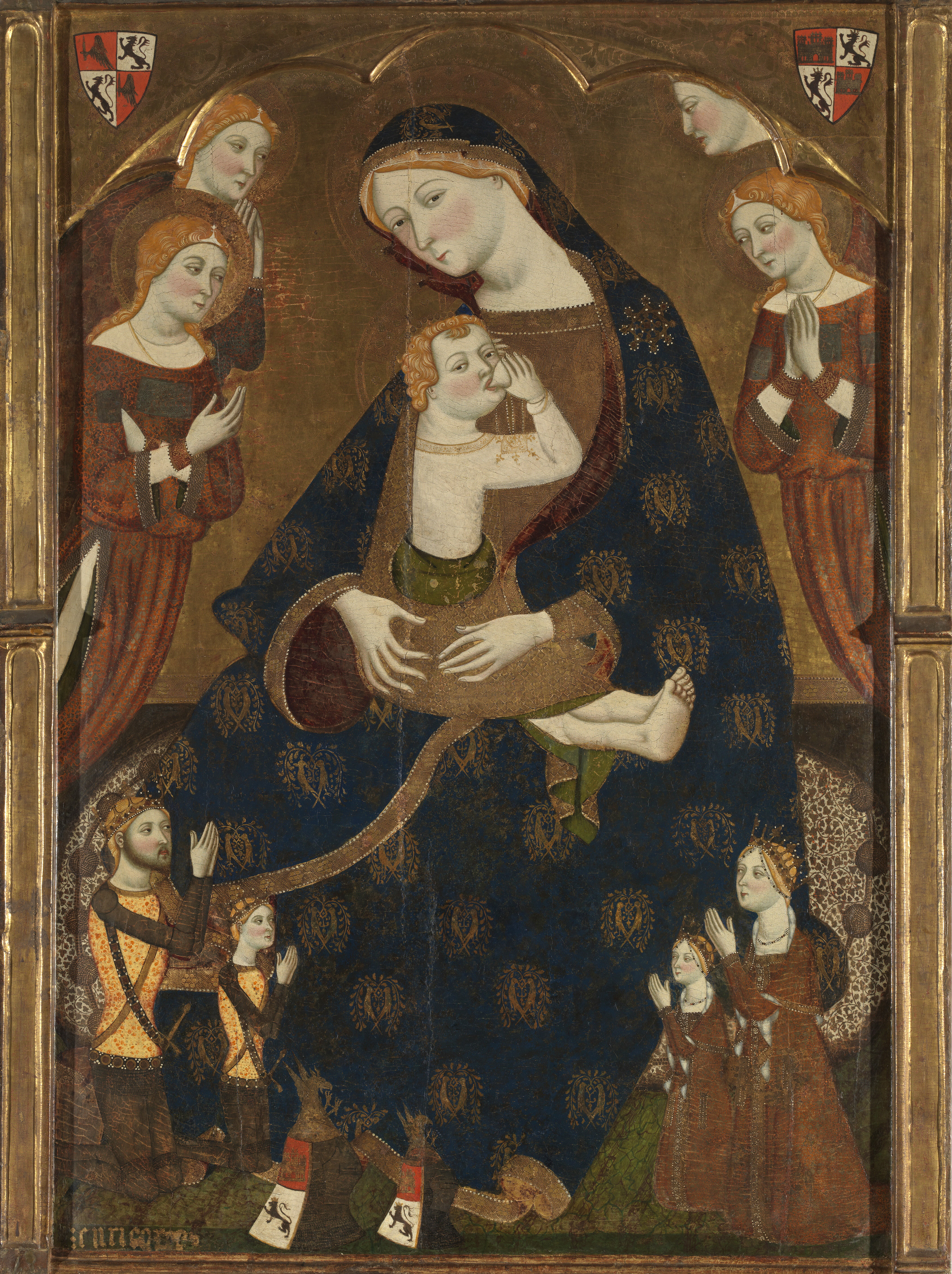
La Virgen de Tobed, tradicionalmente atribuida a Jaume Serra (donación Várez Fisa).
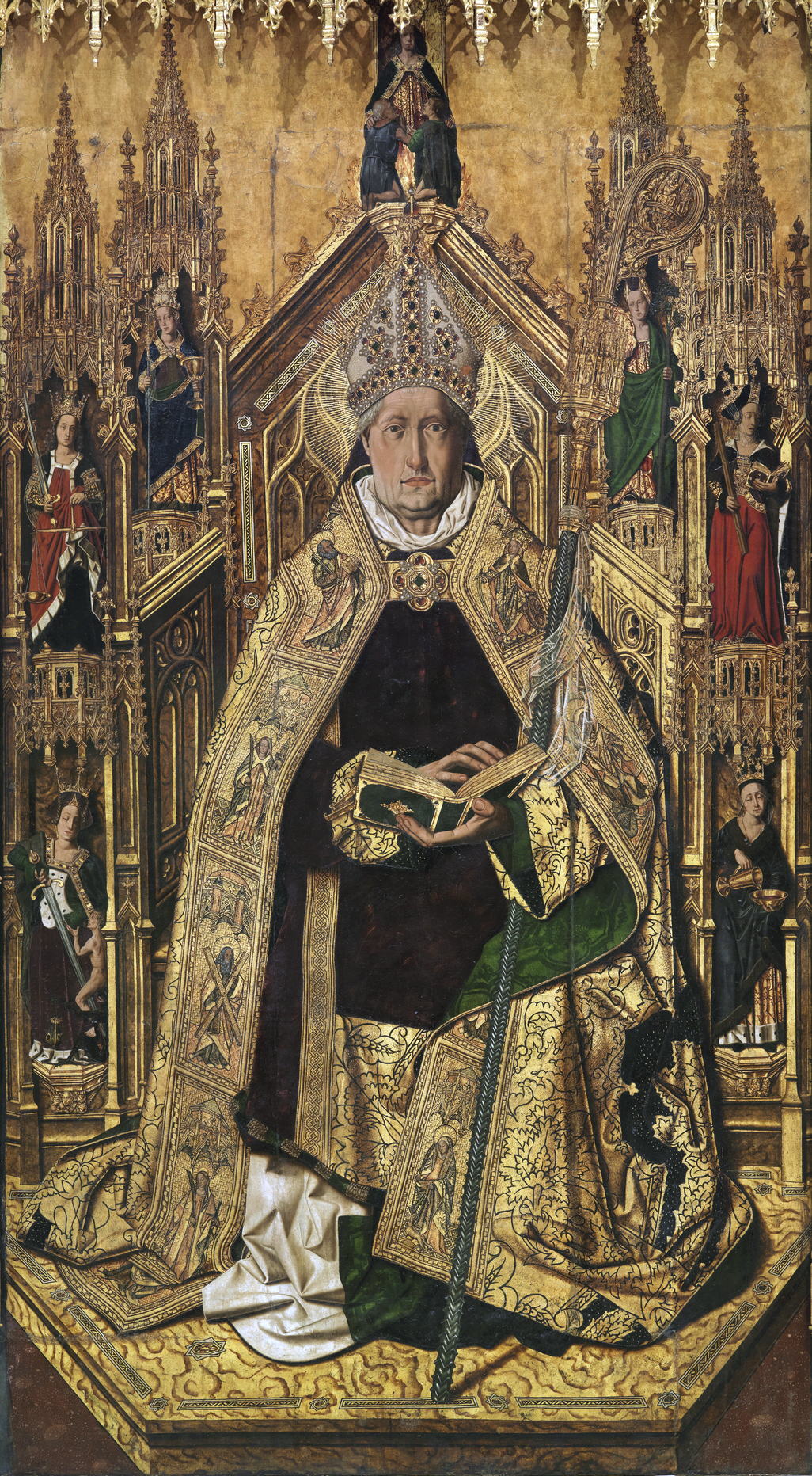
Santo Domingo de Silos entronizado como obispo, obra de Bartolomé Bermejo.
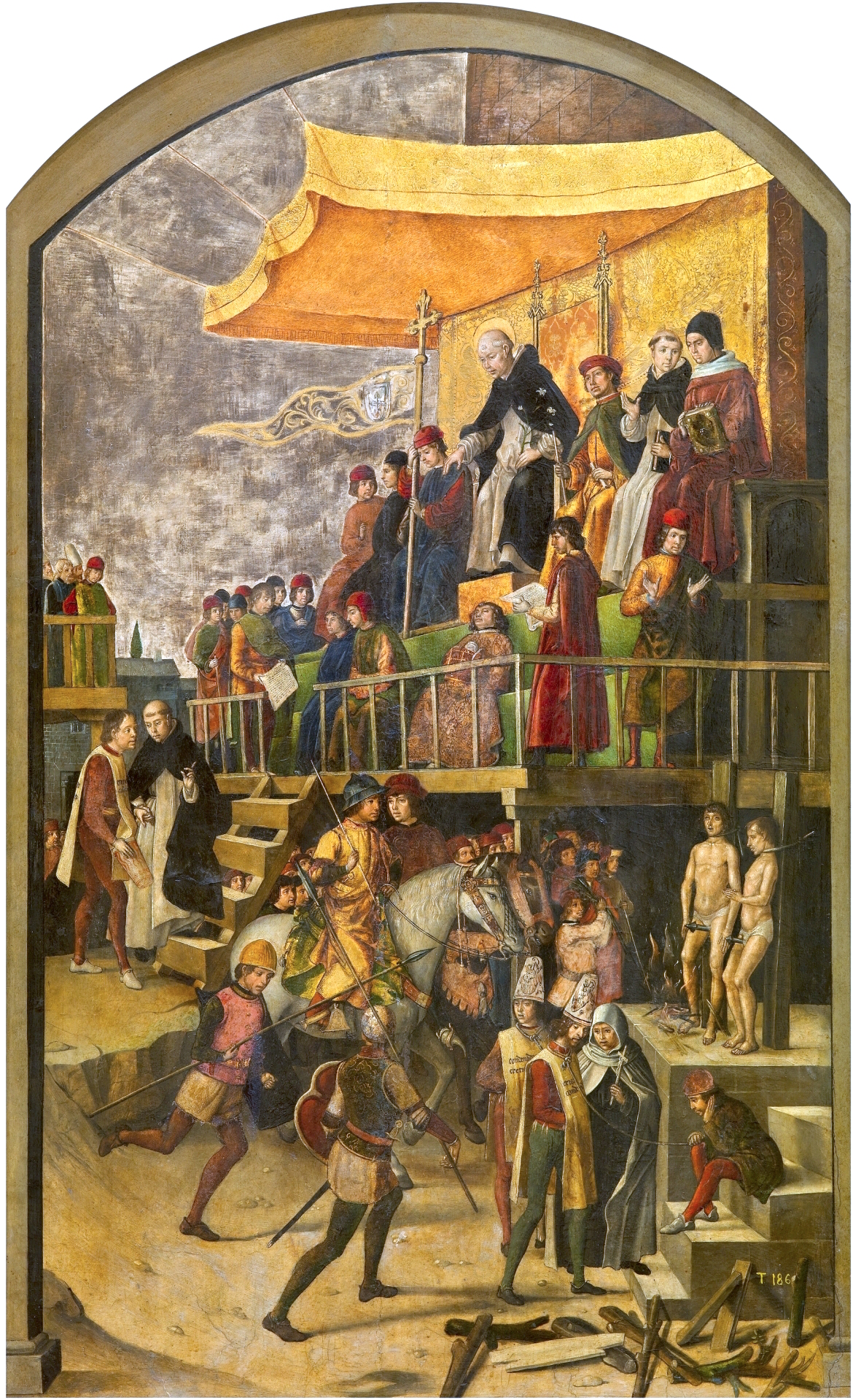
Auto de Fe presidido por Santo Domingo de Guzmán, c. 1495, Pedro Berruguete.
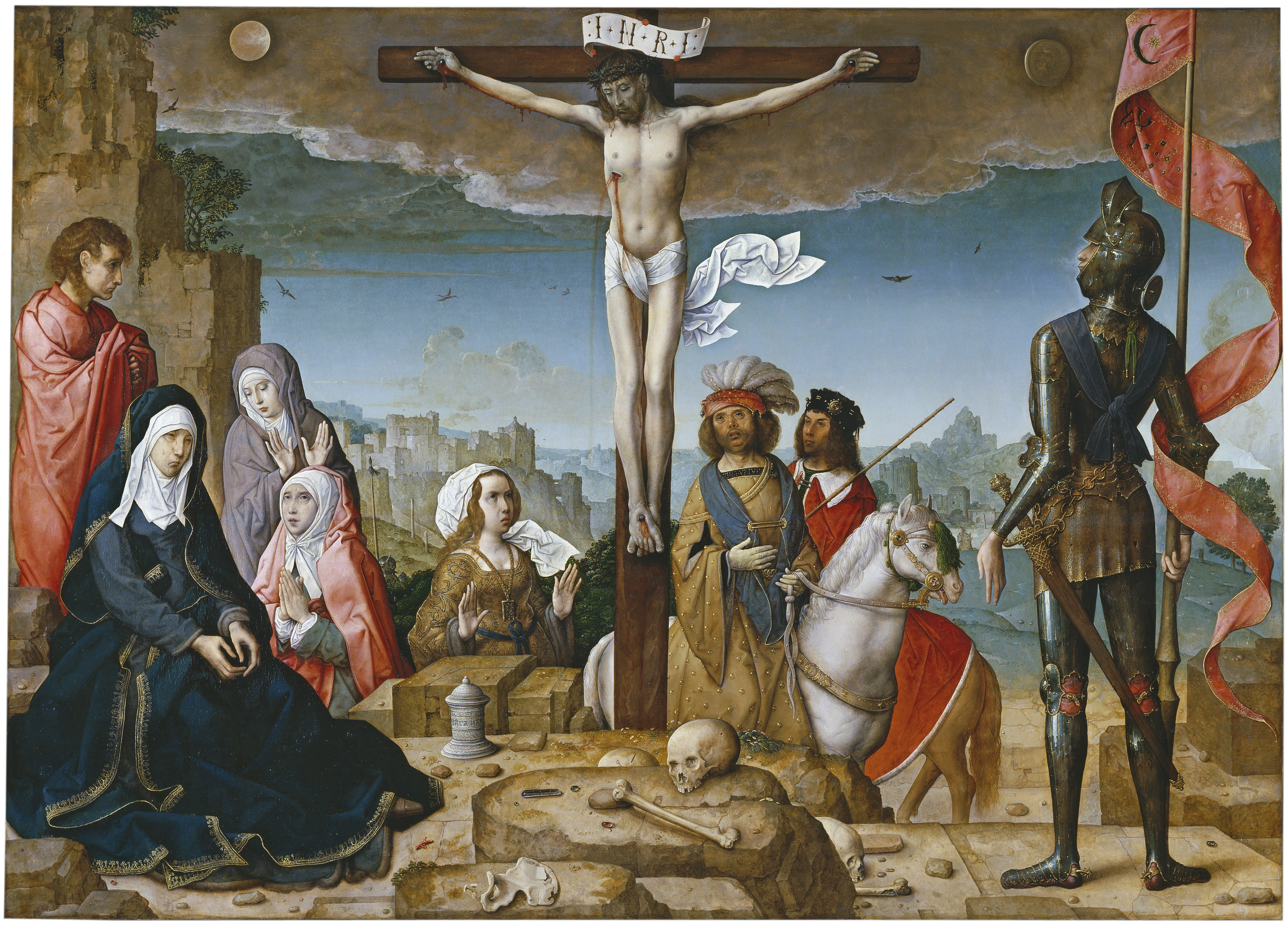
Crucifixión, óleo de Juan de Flandes.
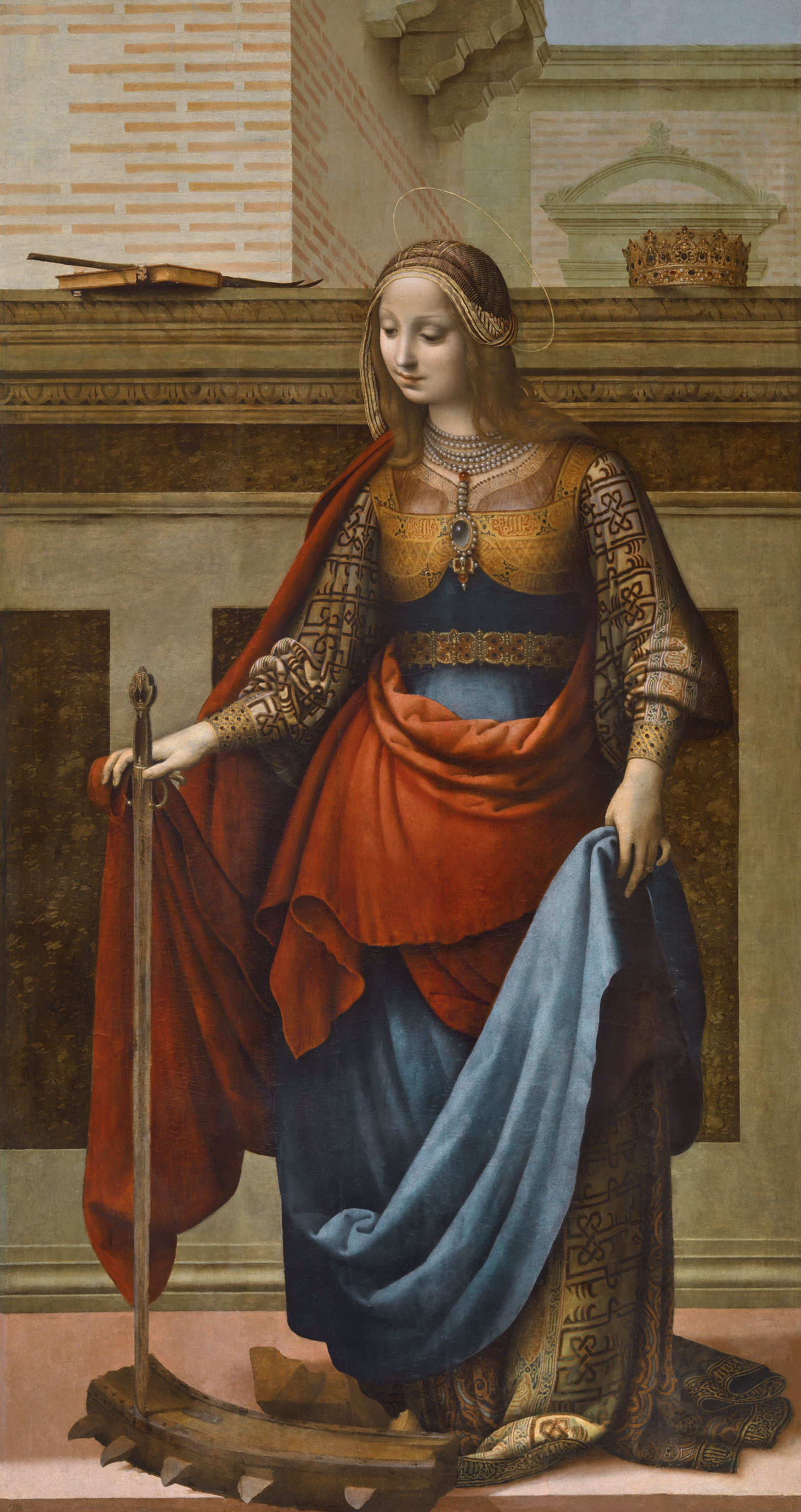
Santa Catalina, c. 1510, de Fernando Yáñez de la Almedina.
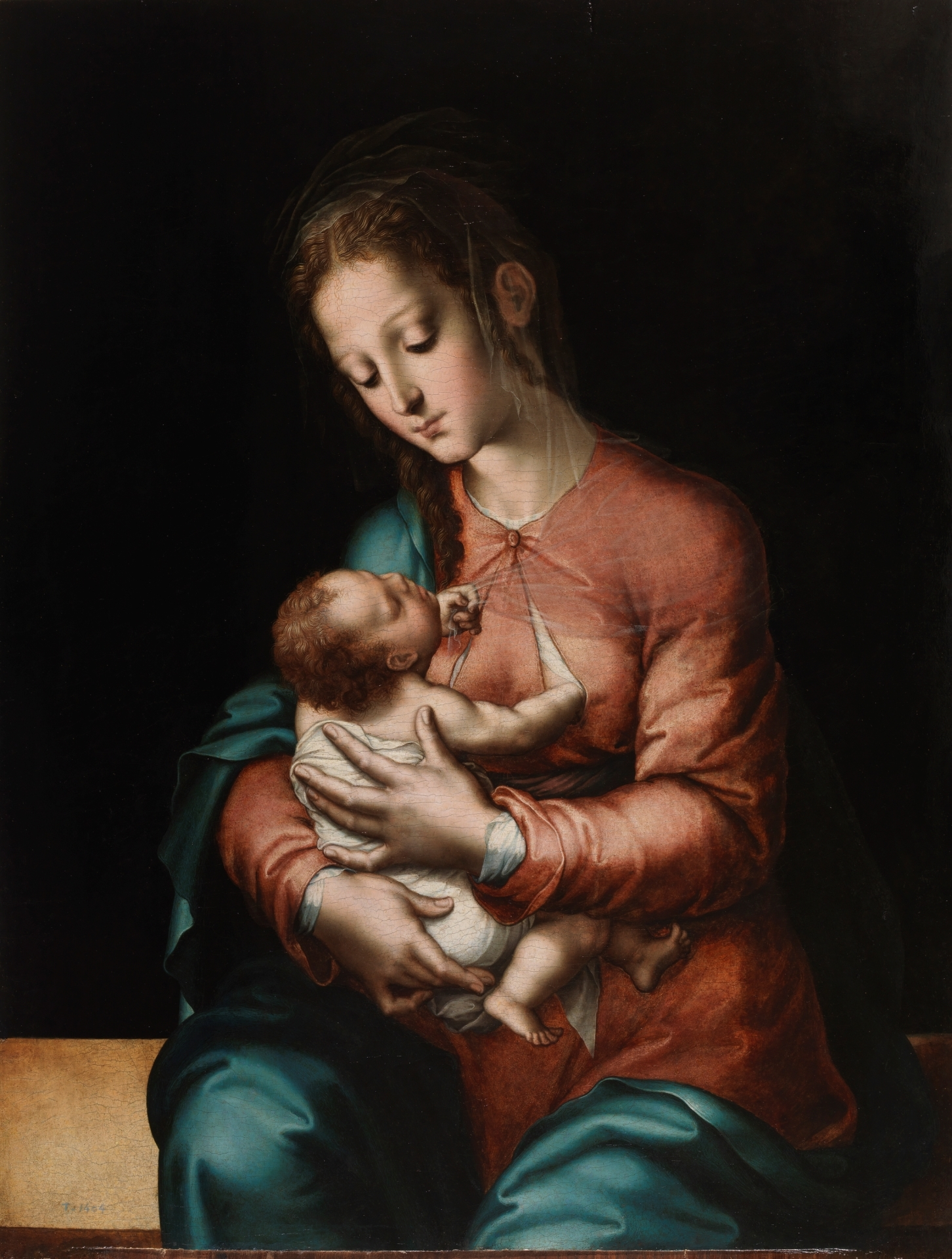
La Virgen de la leche. Luis de Morales, c. 1565. Legado Pablo Bosch.
El caballero de la mano en el pecho, de El Greco.
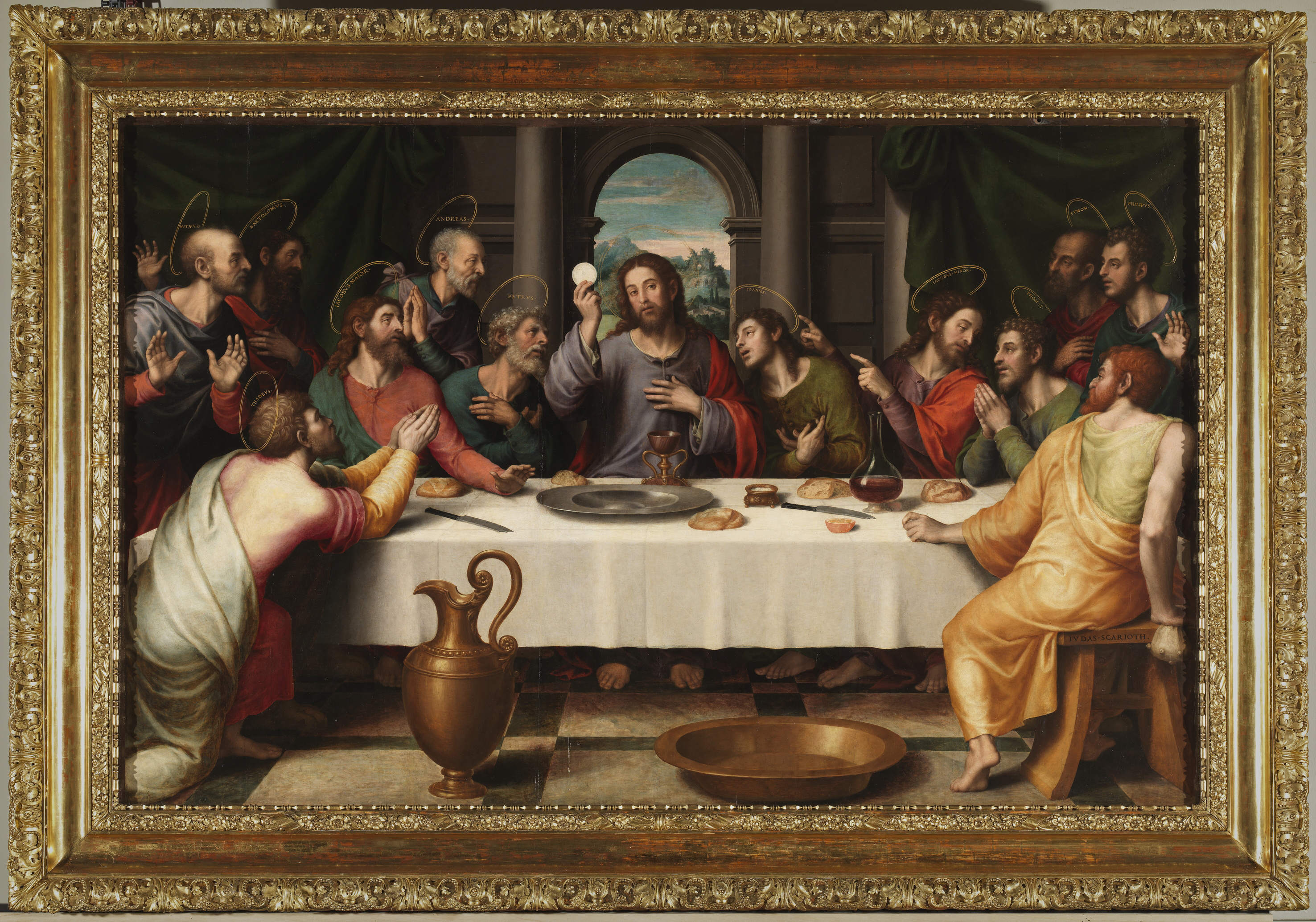
La Última Cena, c.1562 (Juan de Juanes).
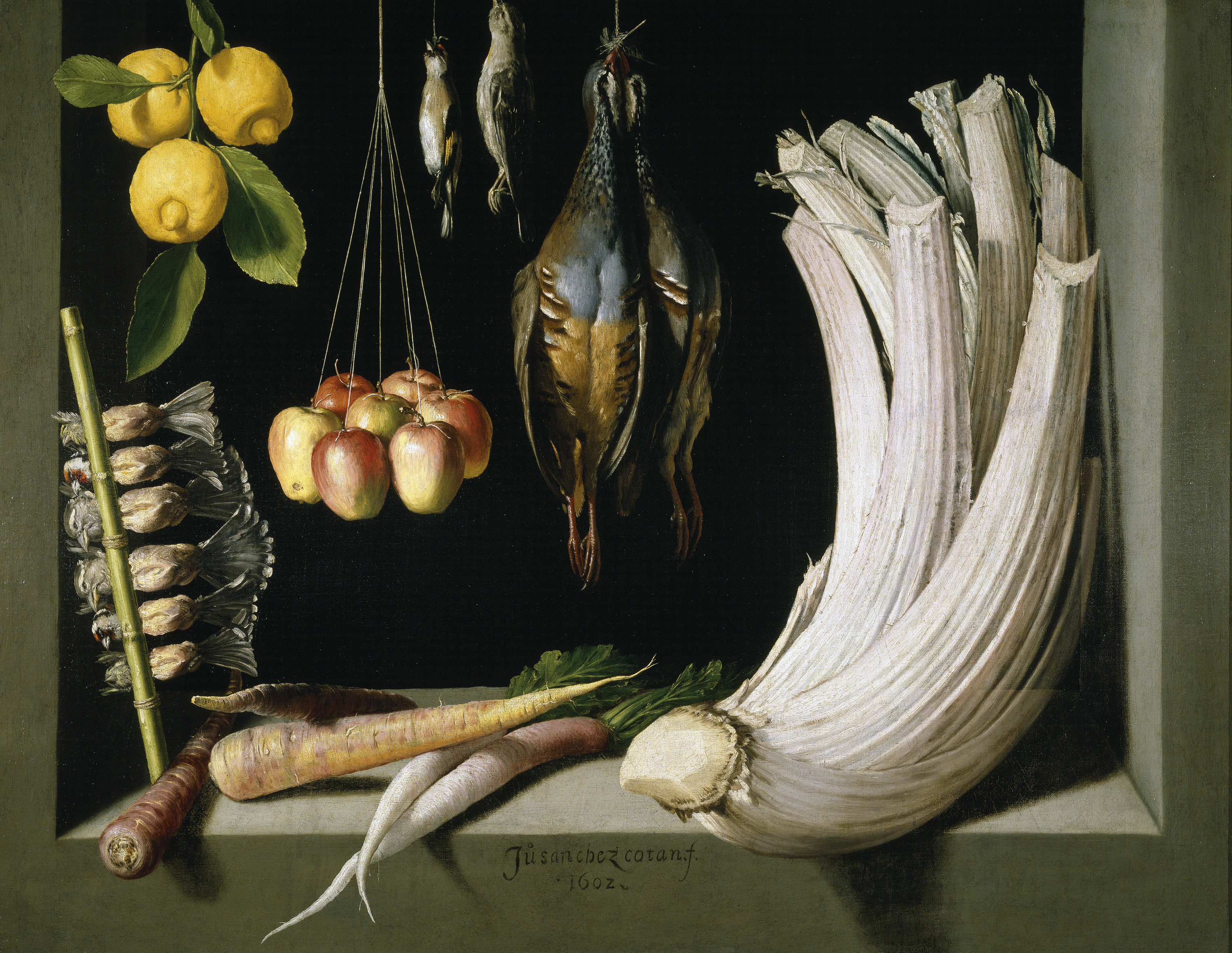
Bodegón de caza, hortalizas y frutas, de Juan Sánchez Cotán, adquirido en parte con fondos del legado Villaescusa.
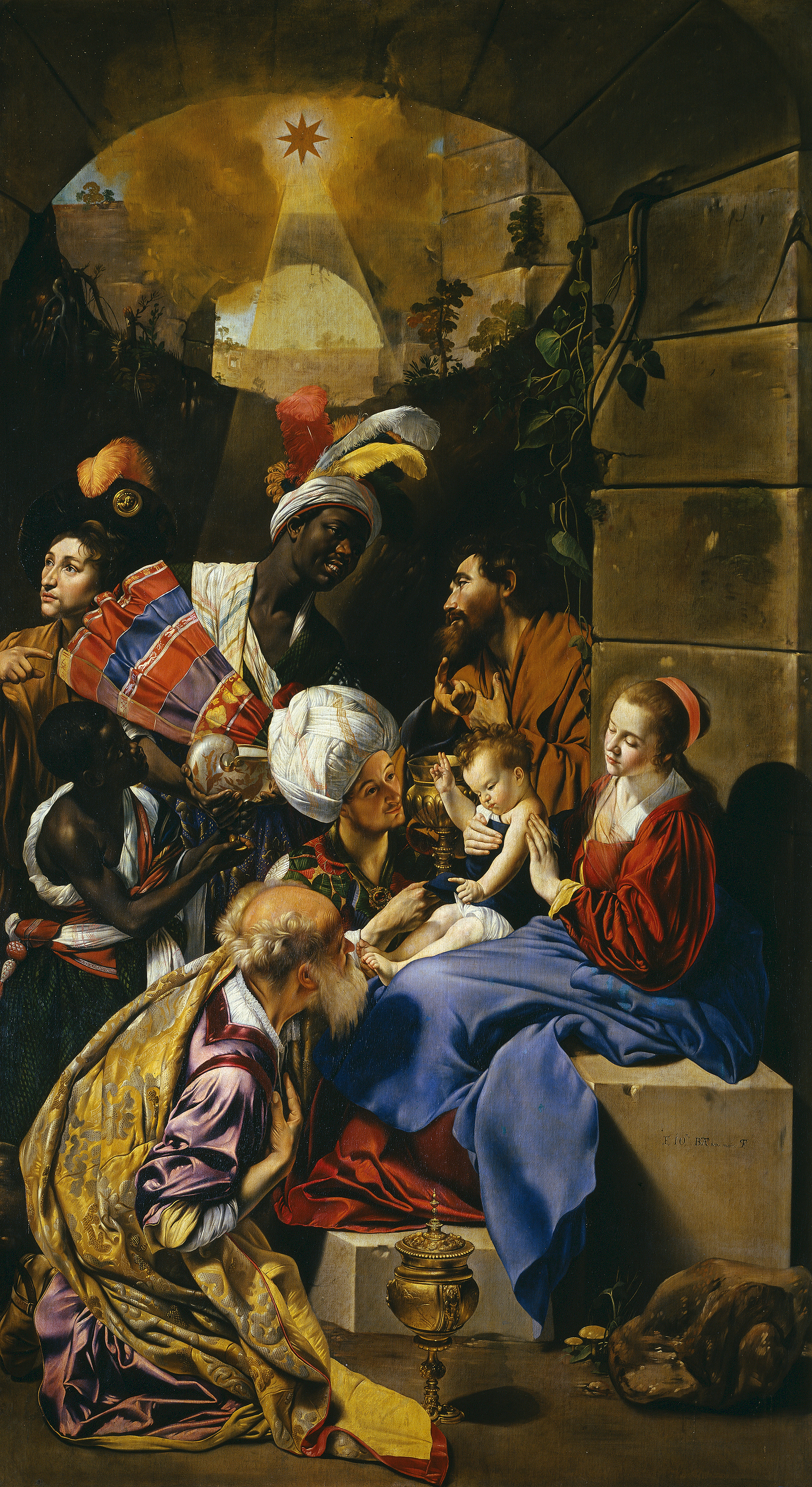
Adoración de los Reyes Magos, 1612 - 1614, de Maíno.
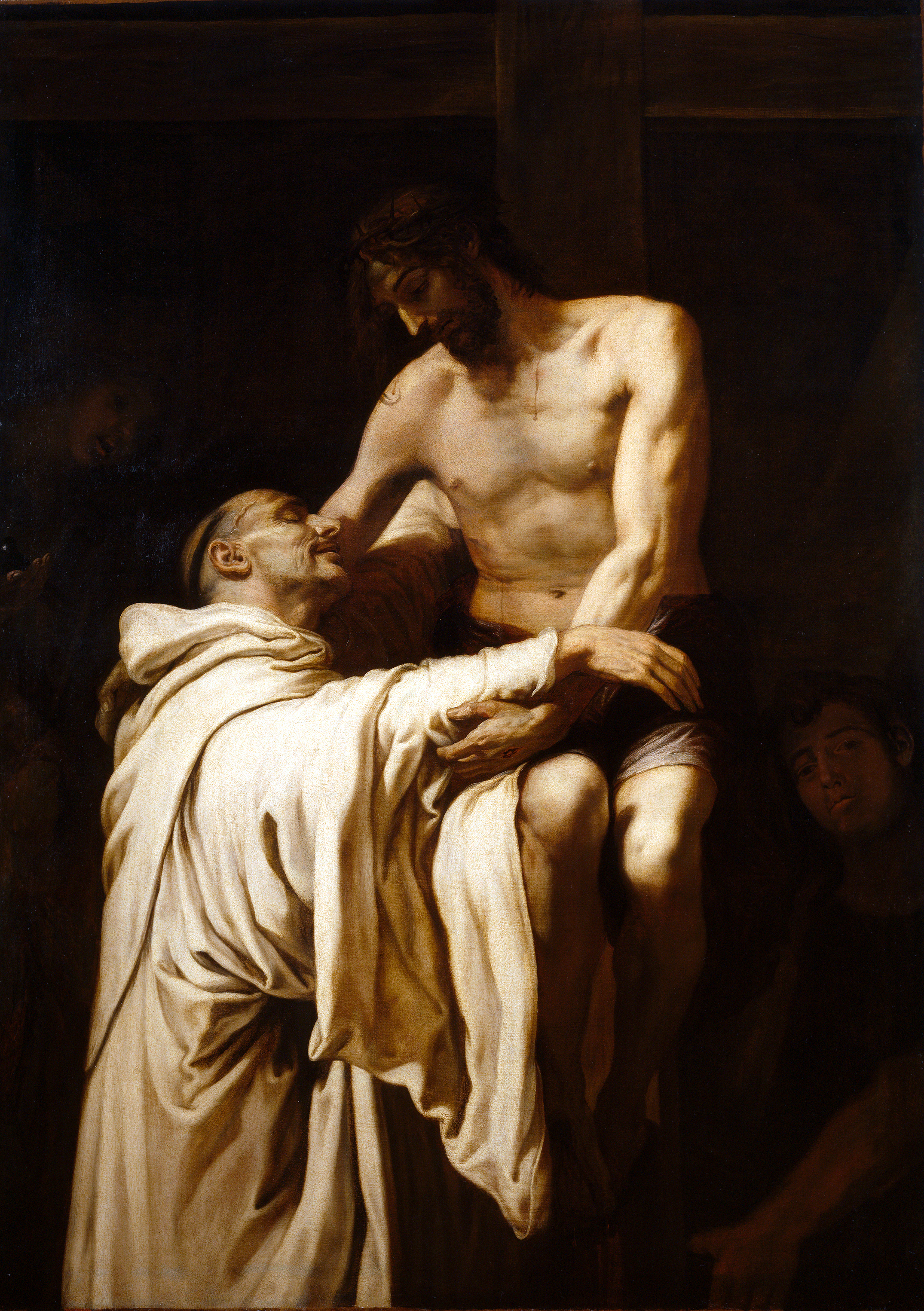
Cristo abrazando a San Bernardo, de Francisco Ribalta, 1625-1627 (comprado con fondos del legado del conde de Cartagena).
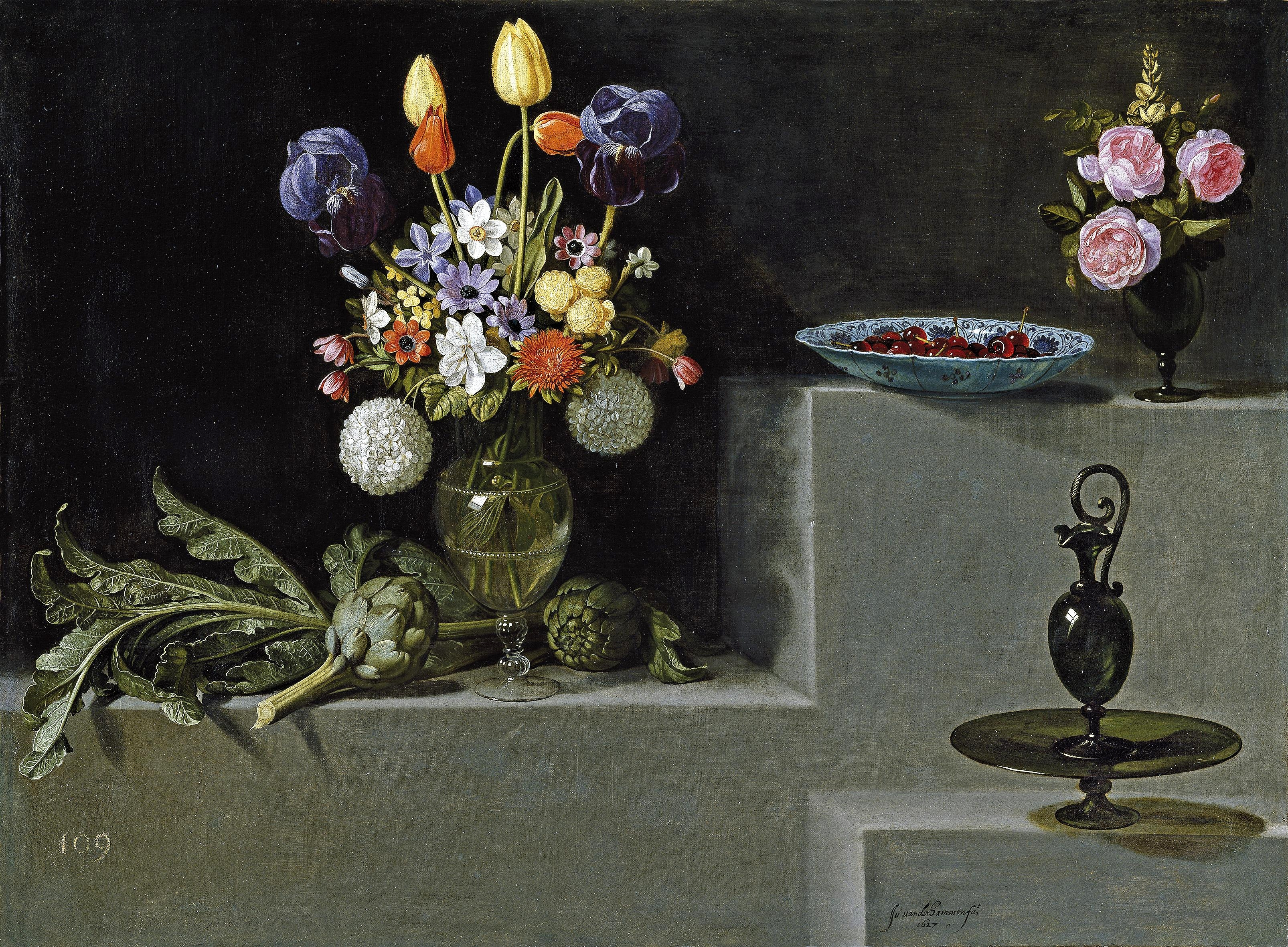
Bodegón con alcachofas, flores y recipientes de vidrio. Juan van der Hamen, 1627.
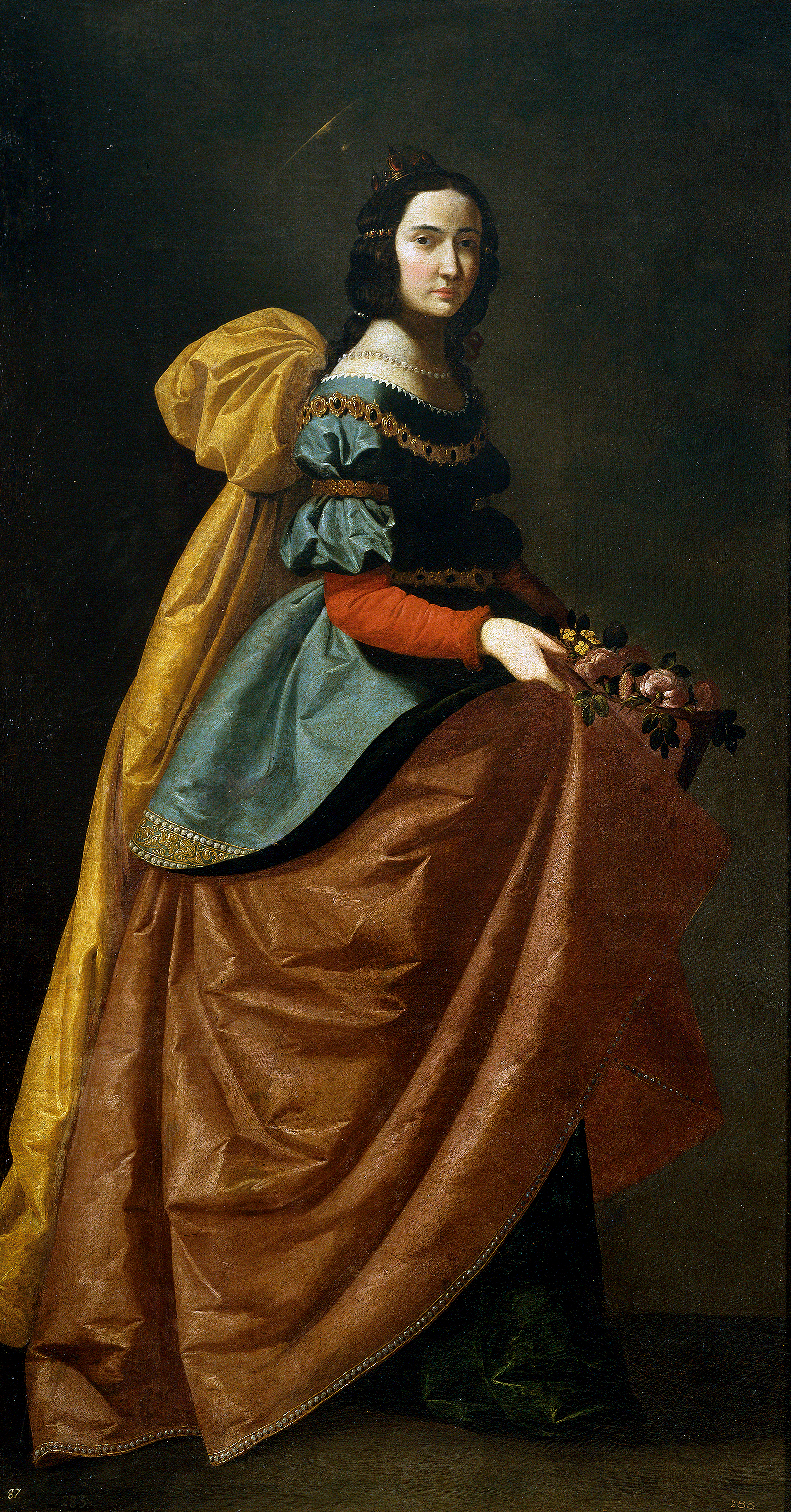
Santa Isabel de Portugal, Francisco de Zurbarán, c. 1635.
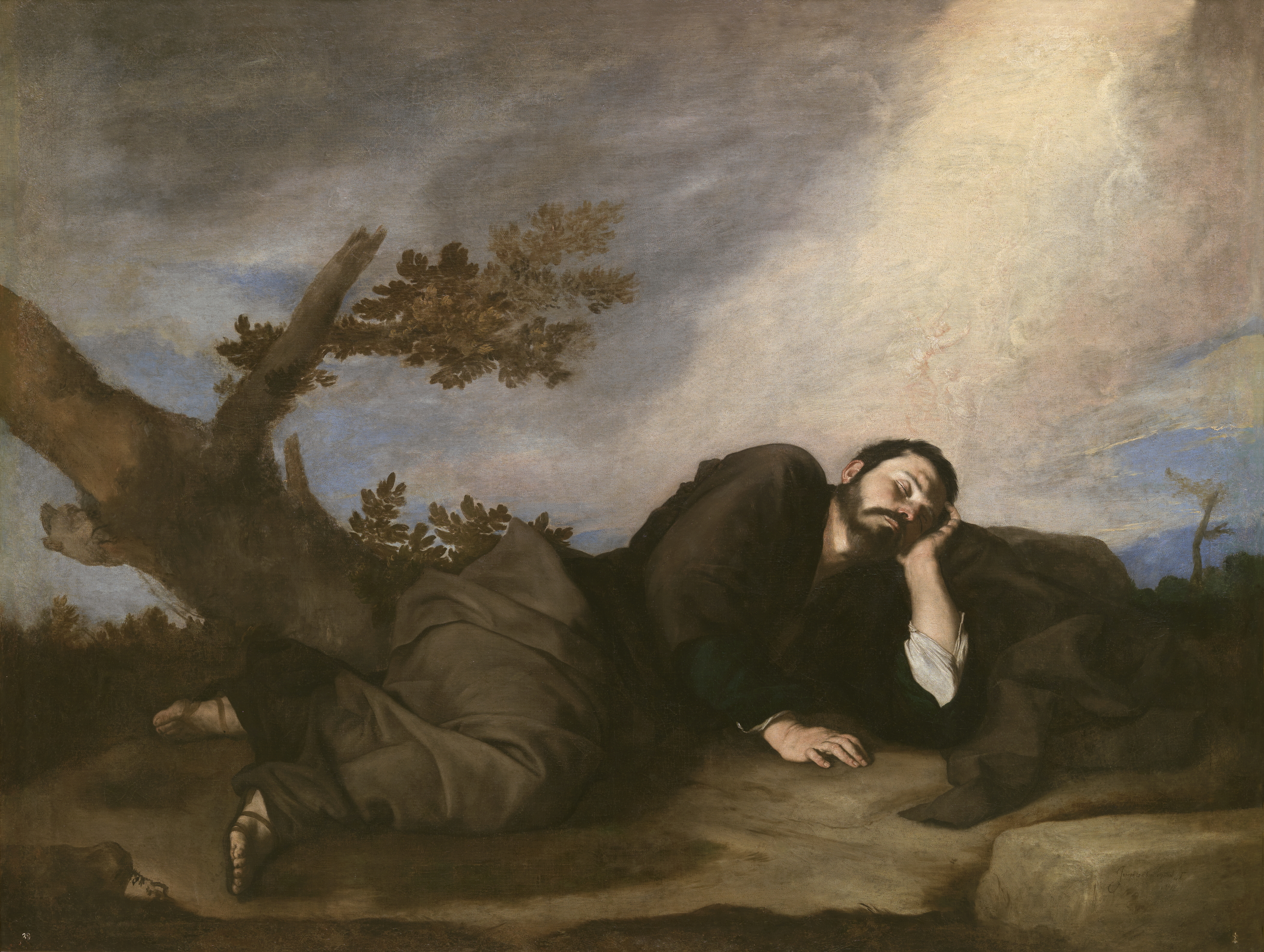
El sueño de Jacob (José de Ribera).
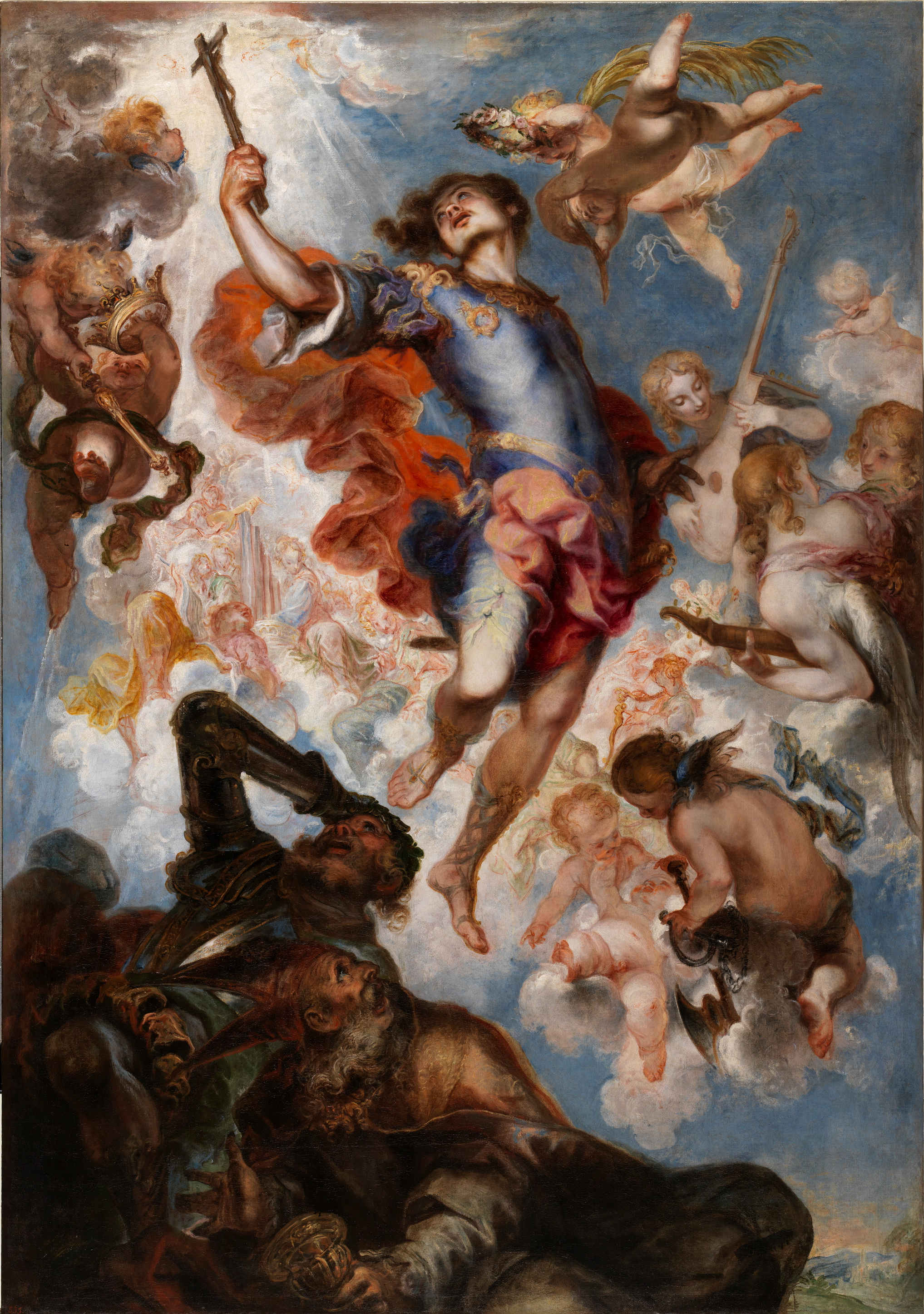
El triunfo de San Hermenegildo, 1654, Francisco de Herrera el Mozo.
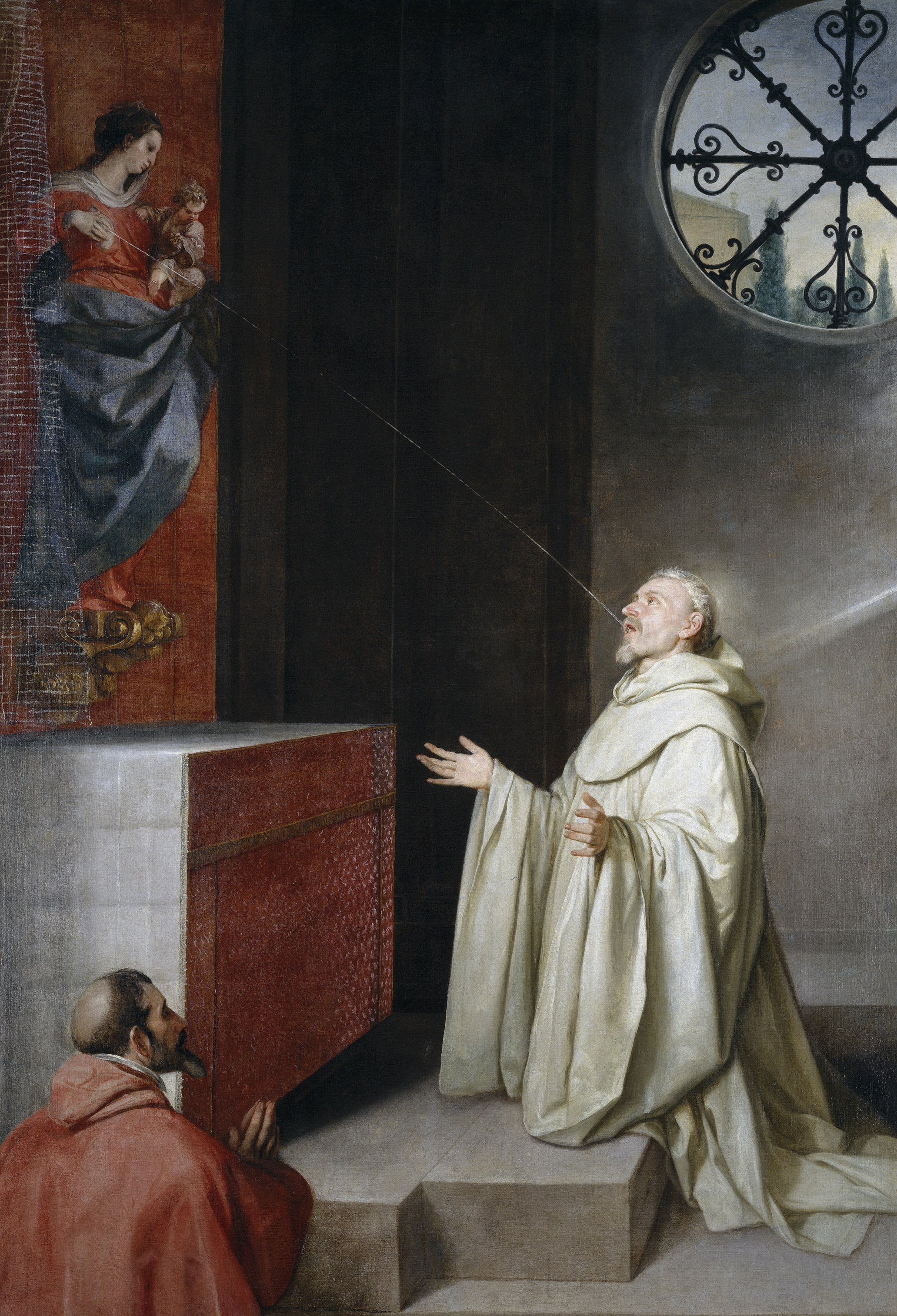
San Bernardo y la Virgen, 1657-1660, Alonso Cano.
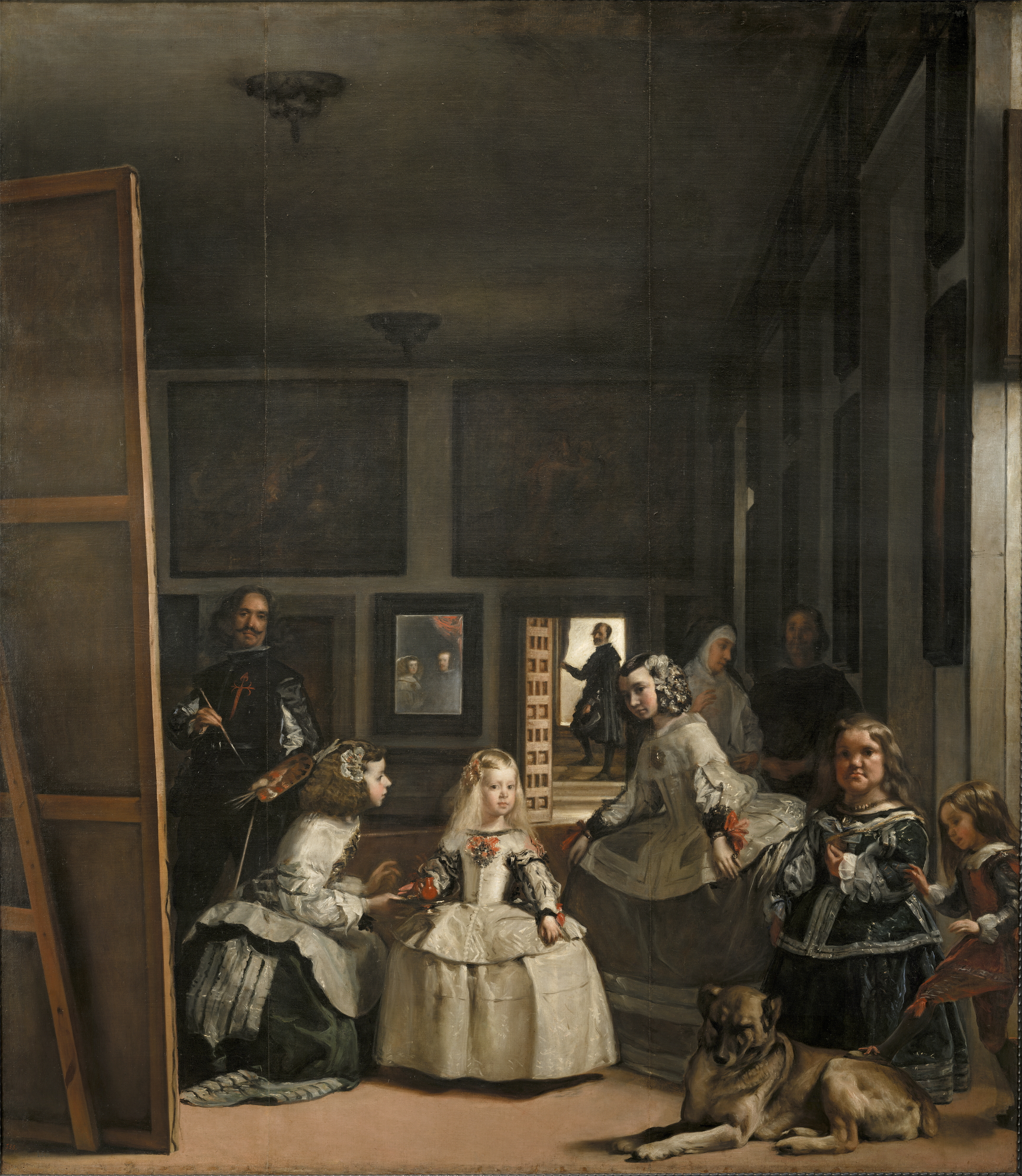
Las Meninas, de Velázquez.
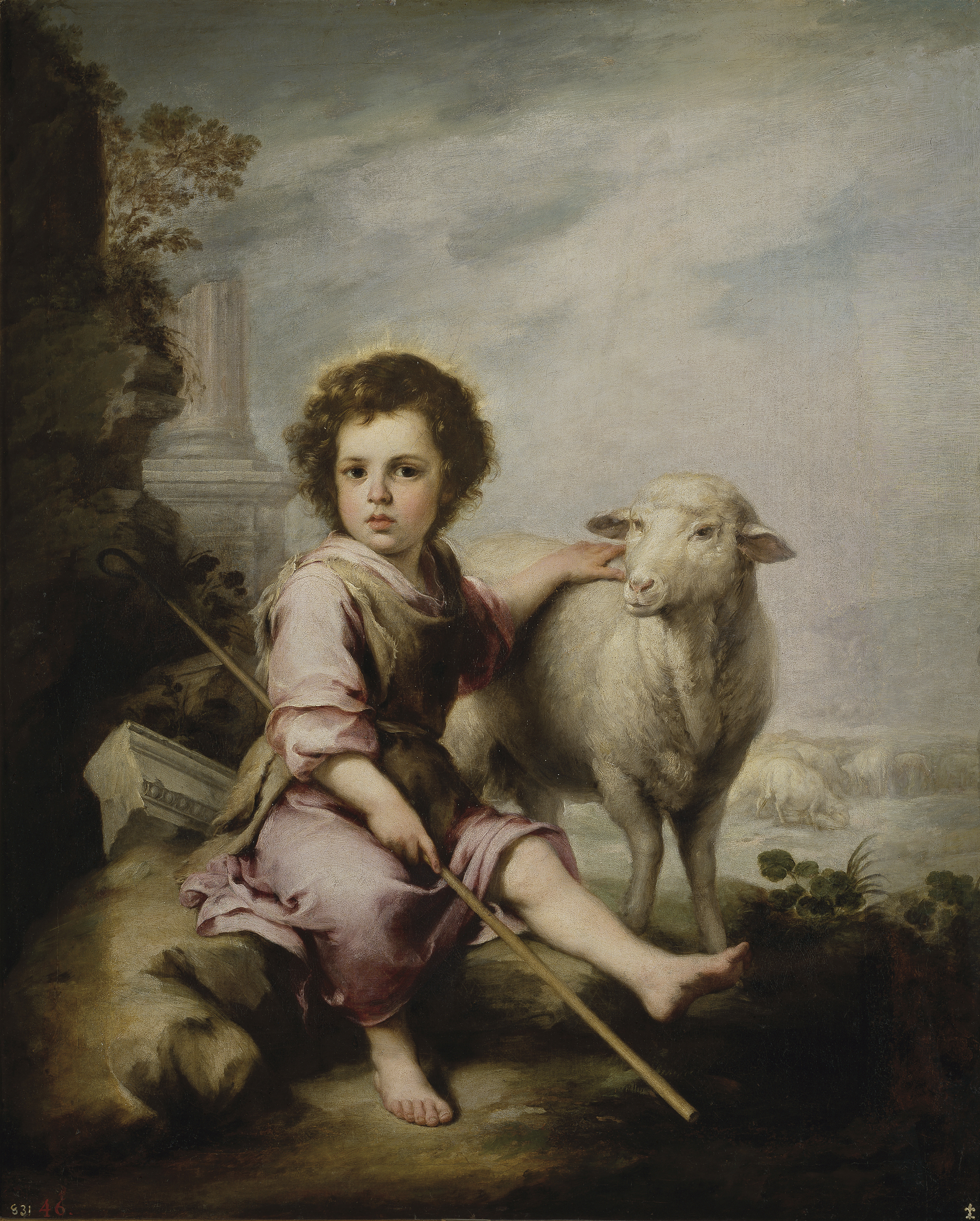
El Buen Pastor, c. 1660, de Murillo.
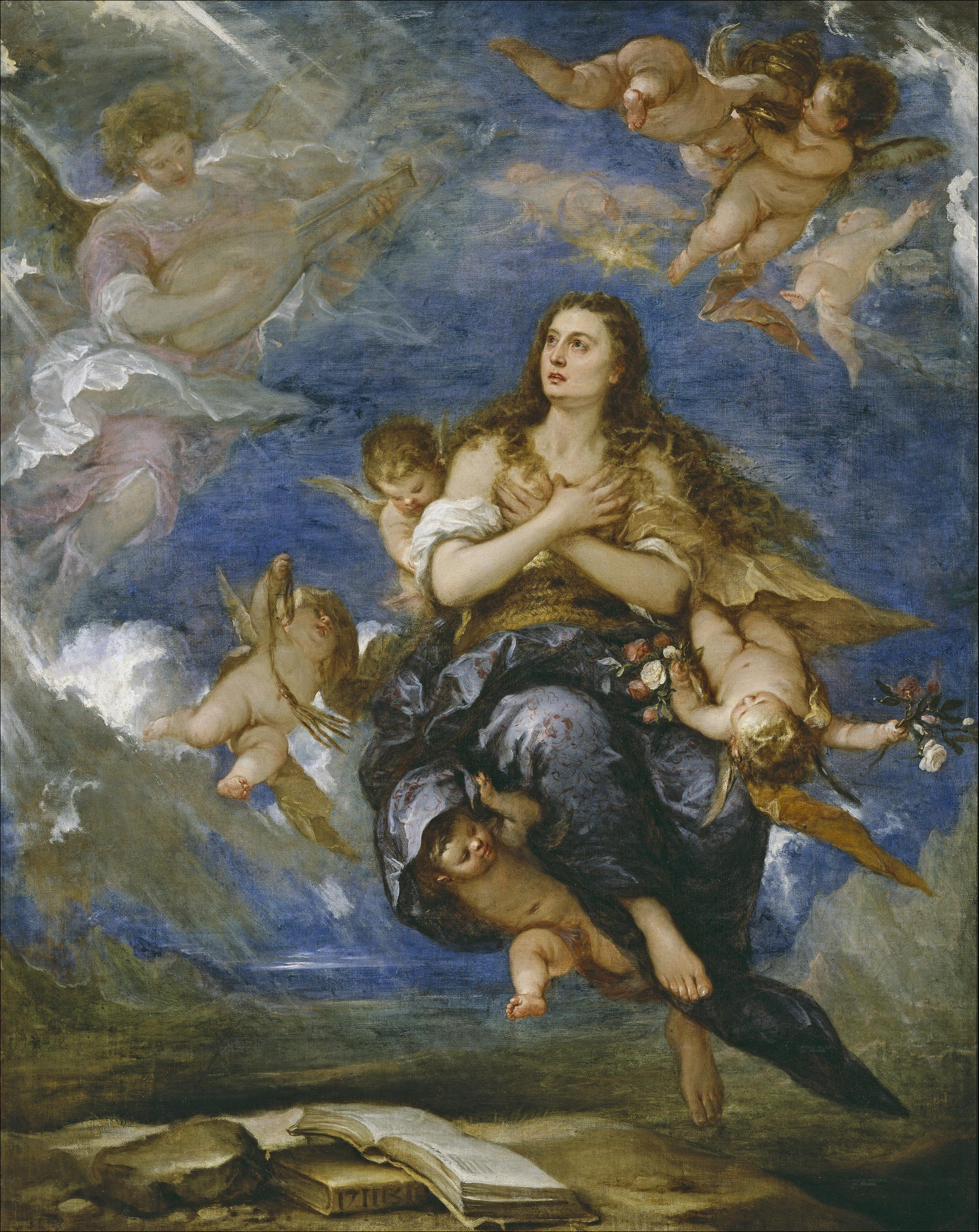
El tránsito de la Magdalena (José Antolínez).
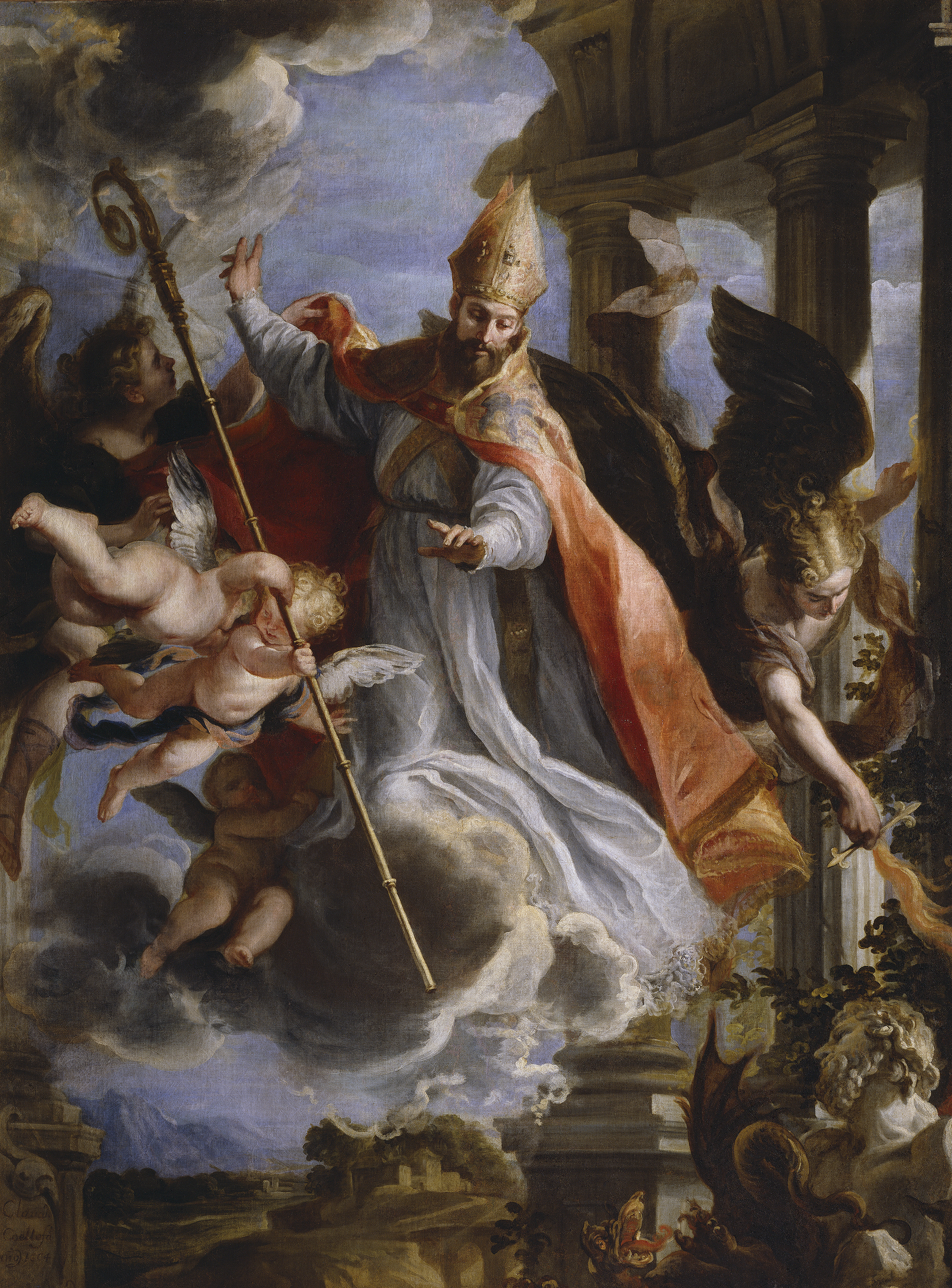
El triunfo de San Agustín, por Claudio Coello.
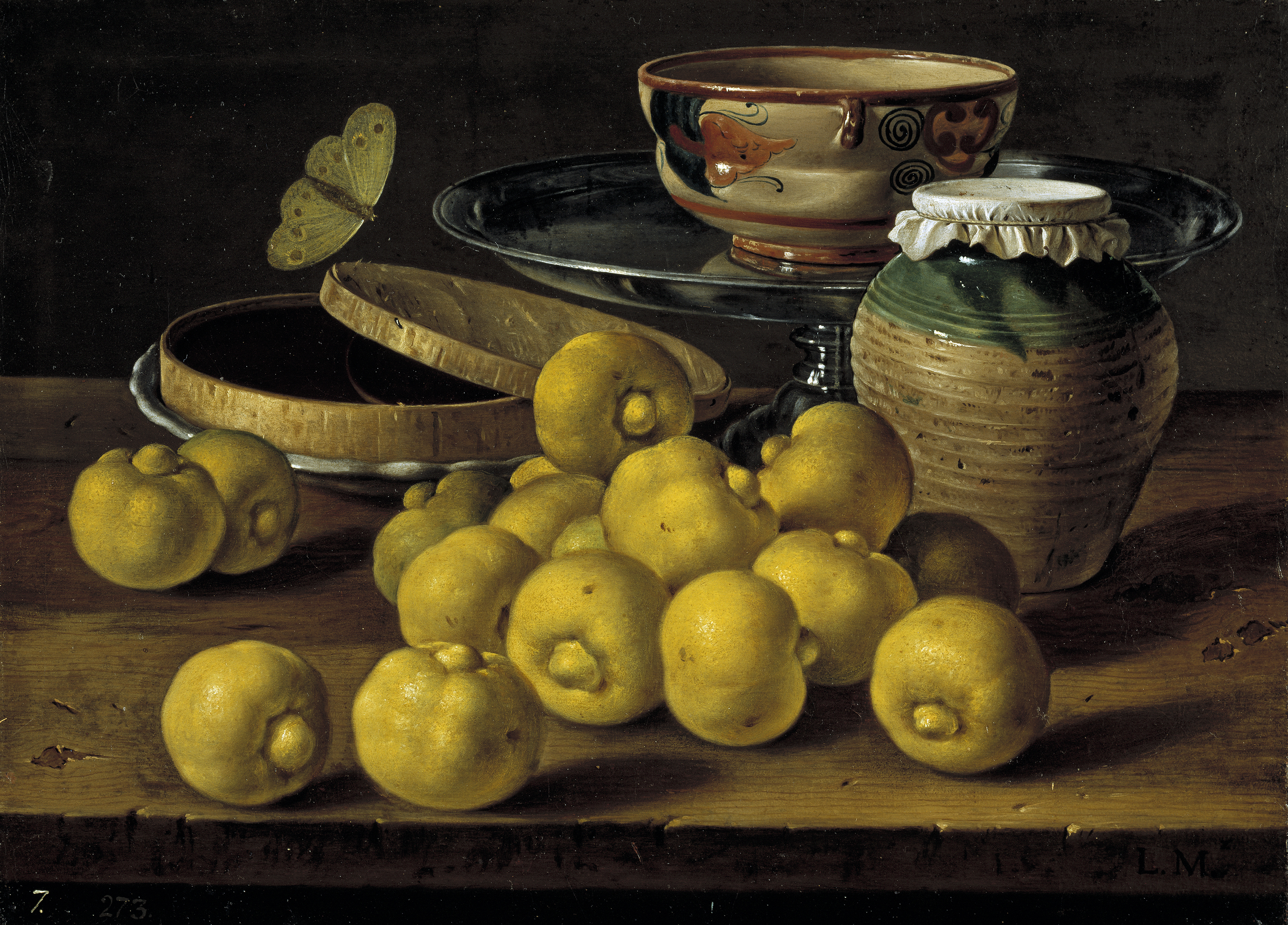
Bodegón: limas, caja de dulce y recipientes, Luis Meléndez.
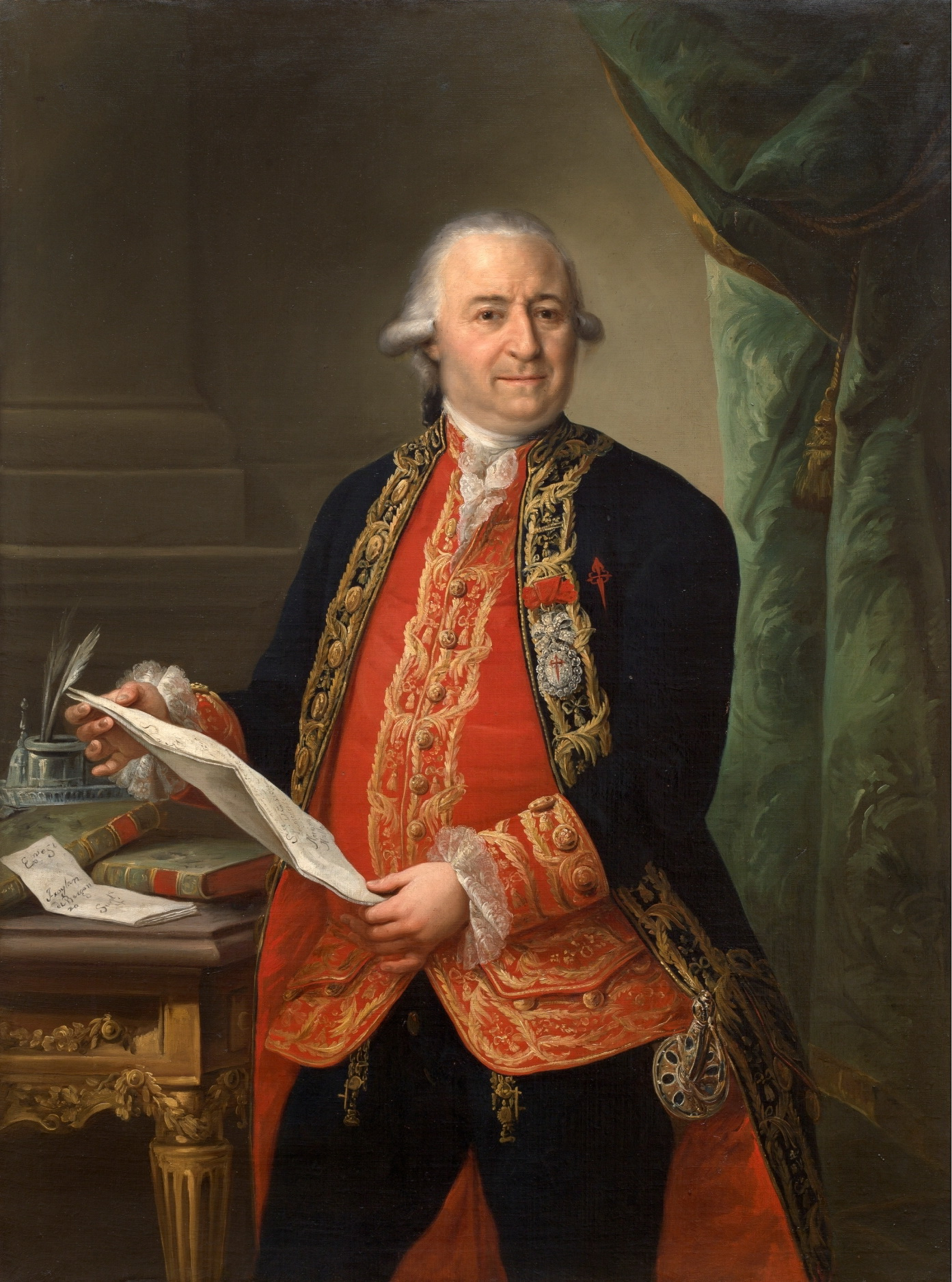
Maella: Pedro López de Lerena, c. 1791.
El tres de mayo de 1808 en Madrid (Goya).
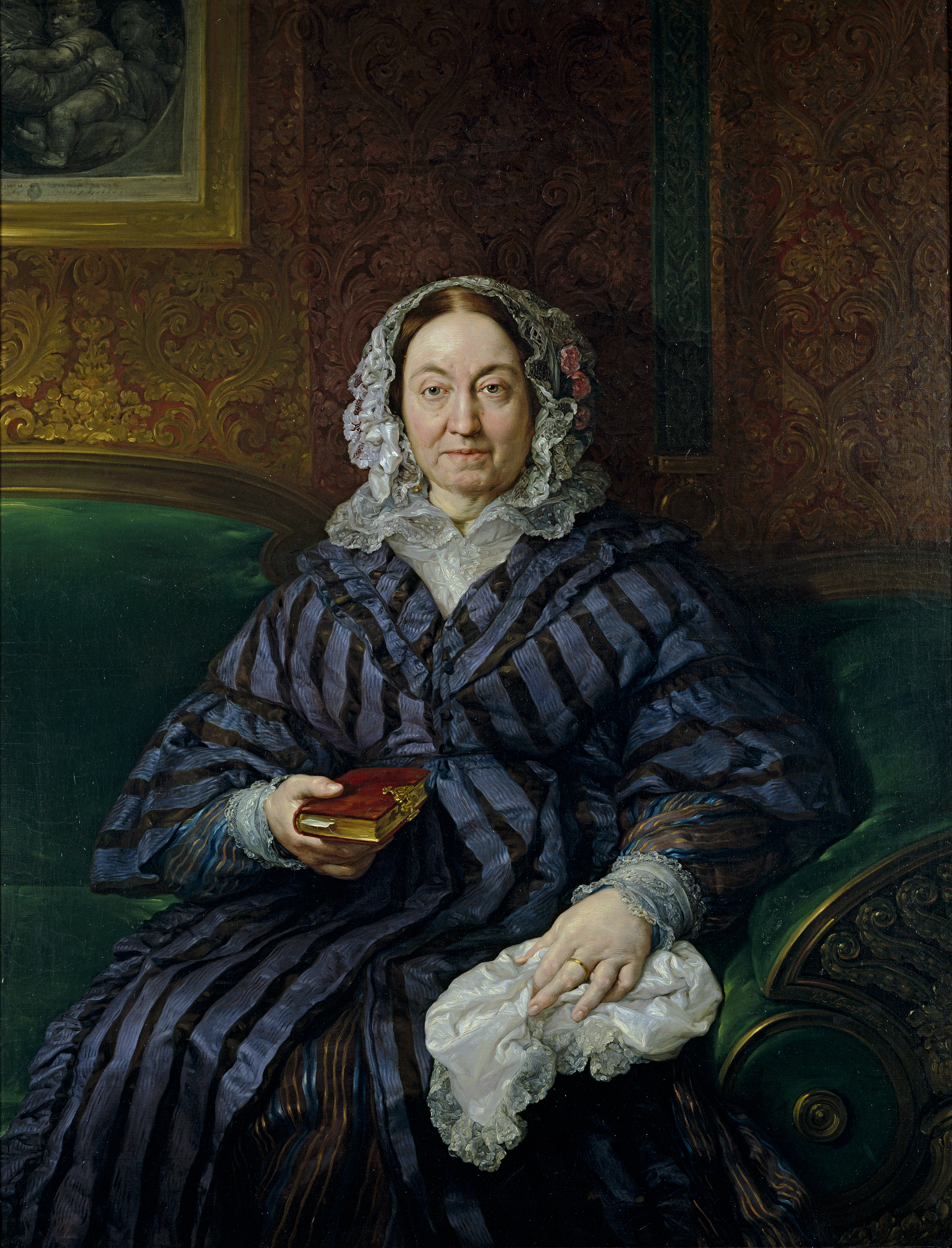
María Francisca de la Gándara, condesa viuda de Calderón, 1846, Vicente López.
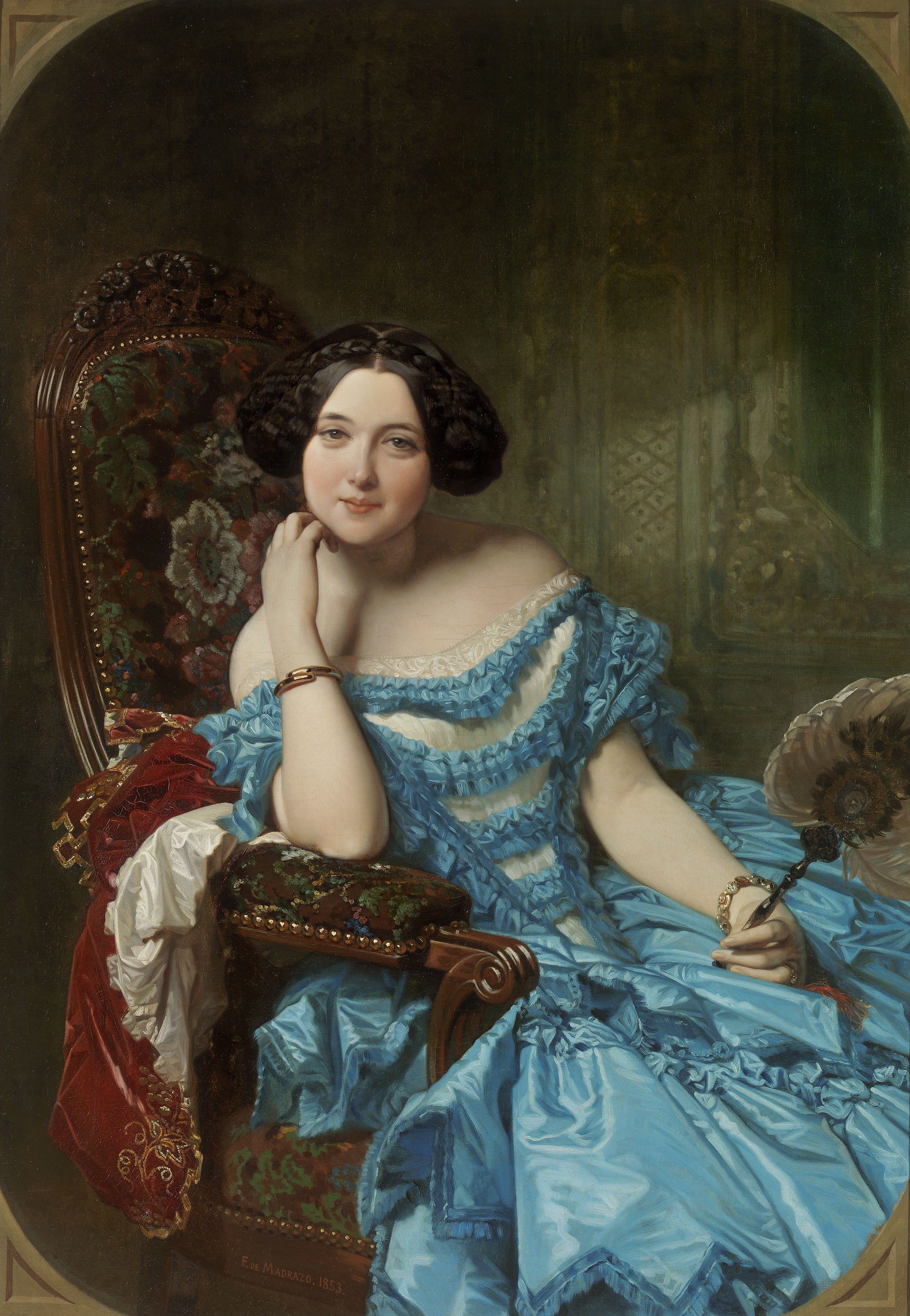
Amalia de Llano y Dotres, condesa de Vilches, retratada por Federico de Madrazo (legado II conde de Vilches).
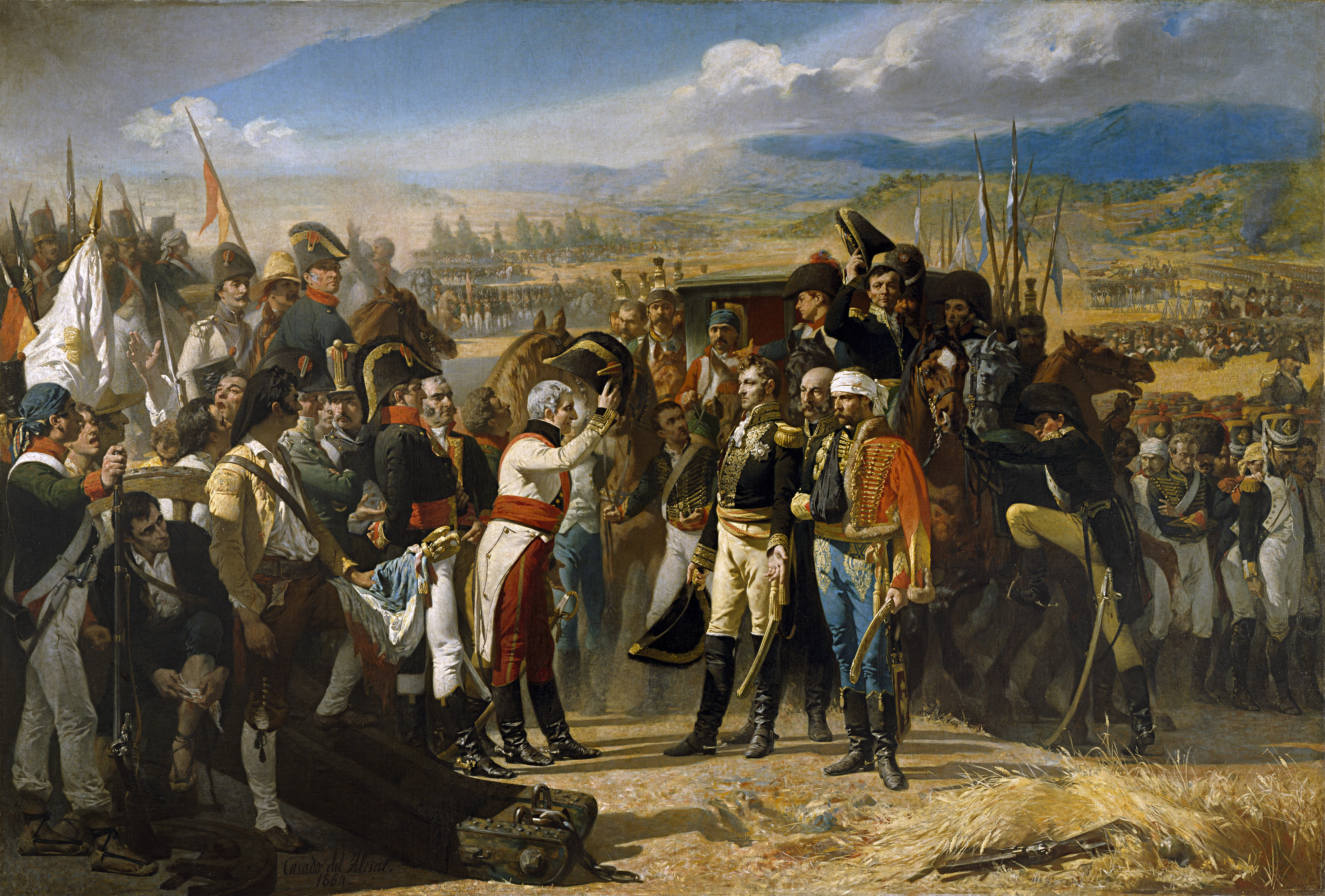
La Rendición de Bailén, de Casado del Alisal (donación del rey Alfonso XIII).
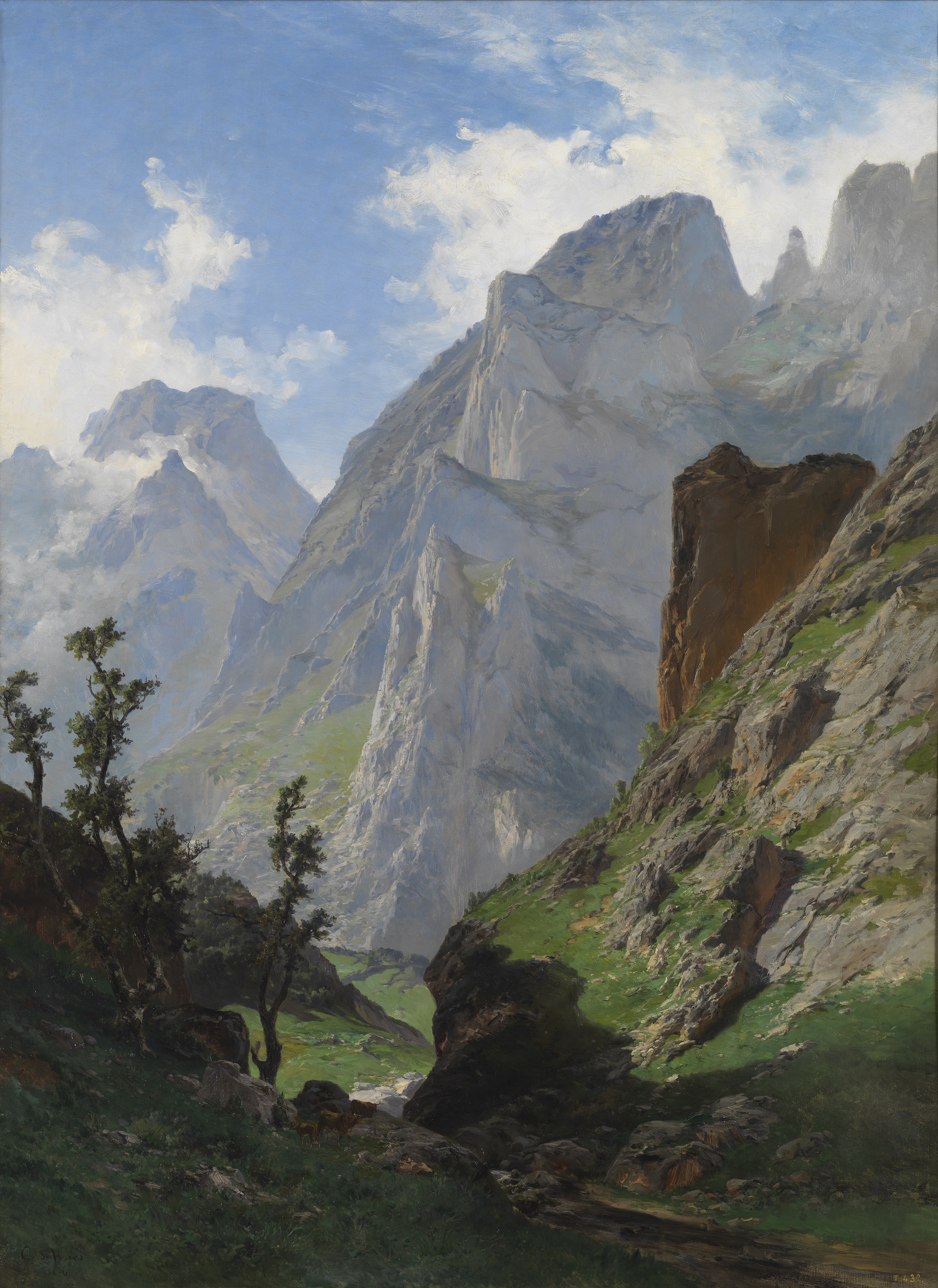
La canal de Mancorbo en los Picos de Europa, obra de 1876 de Carlos de Haes.
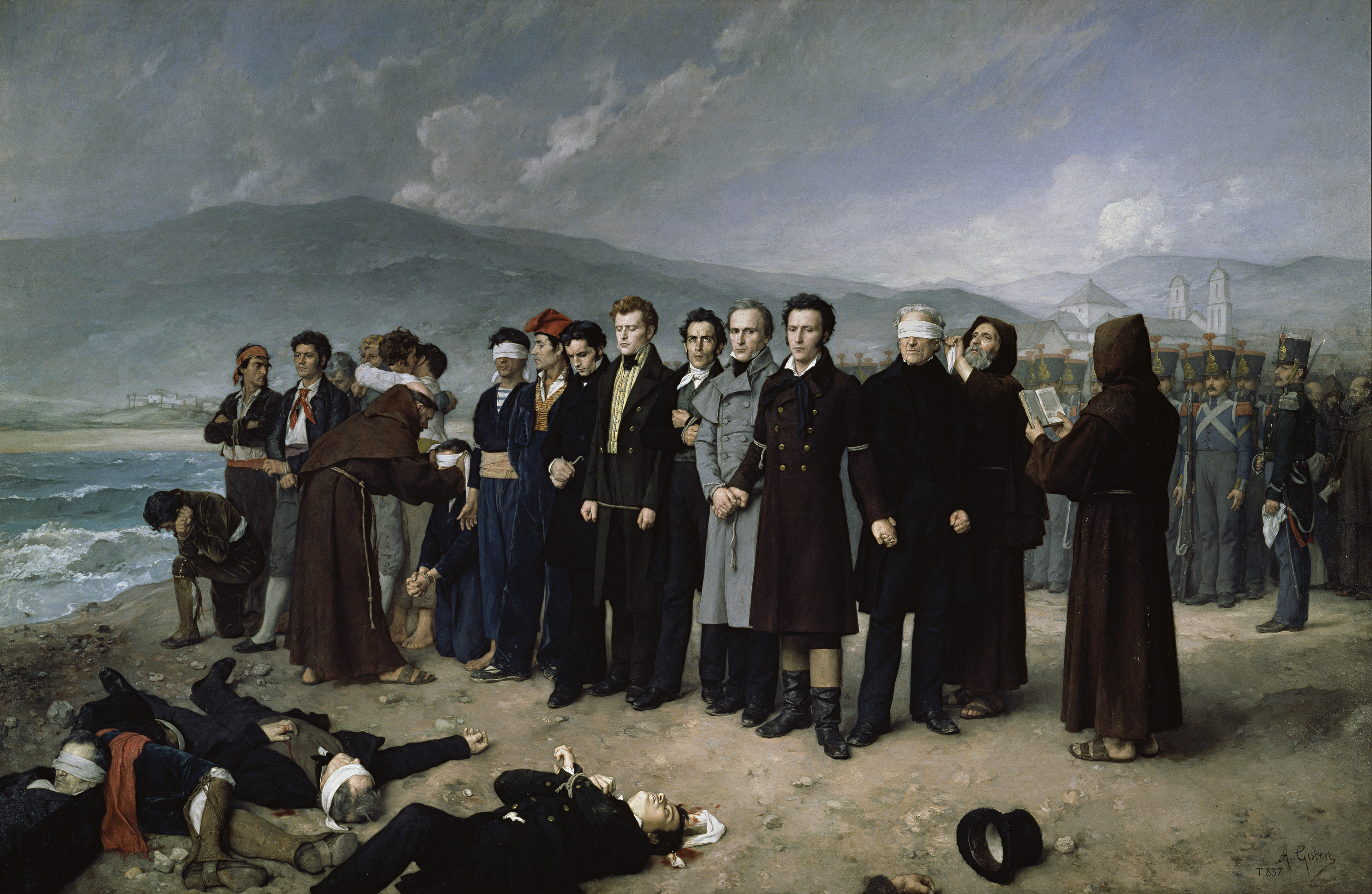
Fusilamiento de Torrijos y sus compañeros en las playas de Málaga (Antonio Gisbert).